# Düsseldorf Hauptbahnhof
Düsseldorf Hauptbahnhof ist der wichtigste Bahnhof der nordrhein-westfälischen Landeshauptstadt Düsseldorf. In ihm befindet sich auch ein U-Bahnhof der Stadtbahn Düsseldorf.
Der seit 1891 bestehende und zweimal (1932–1936 und 1980–1985) umgebaute Kreuzungsbahnhof mit heute 16 Bahnsteiggleisen gehört zu den 21 Bahnhöfen der höchsten Preisklasse 1 von DB Station&Service und liegt am südöstlichen Rand des Stadtteils Stadtmitte zwischen dem Konrad-Adenauer-Platz (vormals Wilhelmplatz), über den auch vier Straßenbahnlinien verkehren und eine Vielzahl von Buslinien erreichbar sind, und dem Bertha-von-Suttner-Platz in Oberbilk.
Mit täglich etwa 270.000 Reisenden lag der Hauptbahnhof 2017 auf Platz acht der meistfrequentierten Fernbahnhöfe der Deutschen Bahn. 2019 hatte er 246.000 Reisende und Besucher pro Tag.

## Geschichte, Architektur und Bauweise

### Vorgängerbahnhöfe

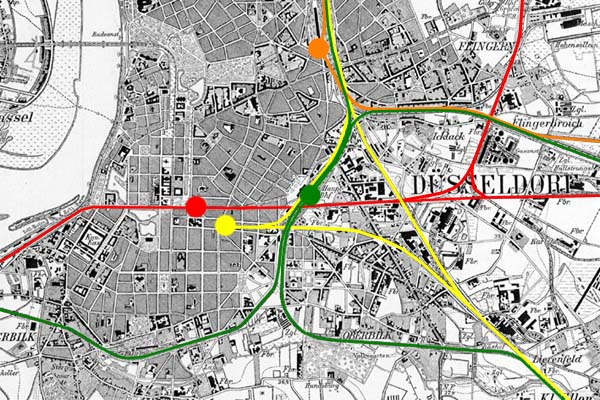
Streckenverläufe und Bahnhöfe:
Rot: DEE/BME – Gelb: CME
Orange: RhE – Grün: PSE

Es gab folgende drei Bahnhöfe in Düsseldorf:
- den Bergisch-Märkischen Bahnhof, auch Elberfelder Bahnhof genannt, den die Düsseldorf-Elberfelder Eisenbahn-Gesellschaft 1838 am Südende der Düsseldorfer Königsallee auf dem Gebiet des heutigen Graf-Adolf-Platzes als Durchgangsbahnhof an der in Ost-West-Richtung verlaufenden Eisenbahnstrecke von Elberfeld zum Bahnhof Rheinknie gebaut hatte und Düsseldorf ab 1841 mit Elberfeld verband,
- den Köln-Mindener Bahnhof, den die Köln-Mindener Eisenbahn-Gesellschaft 1845 südöstlich des Bergisch-Märkischen Bahnhofs als Kopfbahnhof gebaut hatte, in dem Abzweigungen von der in Süd-Nord-Richtung verlaufenden Bahnstrecke Köln–Duisburg endeten, und
- den Rheinischen Bahnhof, den die Rheinische Eisenbahn-Gesellschaft 1877 in Düsseldorf-Pempelfort am Ende einer von der Bahnstrecke Mülheim-Speldorf–Troisdorf abzweigenden Stichstrecke eröffnet hatte. Diese Stichstrecke war auch das erste Teilstück der Rheinischen Strecke über Mettmann und Wuppertal nach Dortmund, die zwei Jahre später fertiggestellt wurde.

Sowohl der Bergisch-Märkische als auch der Köln-Mindener Bahnhof standen der Stadterweiterung nach Süden, dem Bau der Friedrichstadt, im Wege. Neben der angestrebten Zusammenlegung von Bahnhöfen und parallelen Strecken nach der Verstaatlichung der rheinisch-westfälischen Eisenbahngesellschaften zwischen 1879 und 1882 war dies ein weiterer Grund für den Neubau des Zentralbahnhofs.

Vorgängergebäude
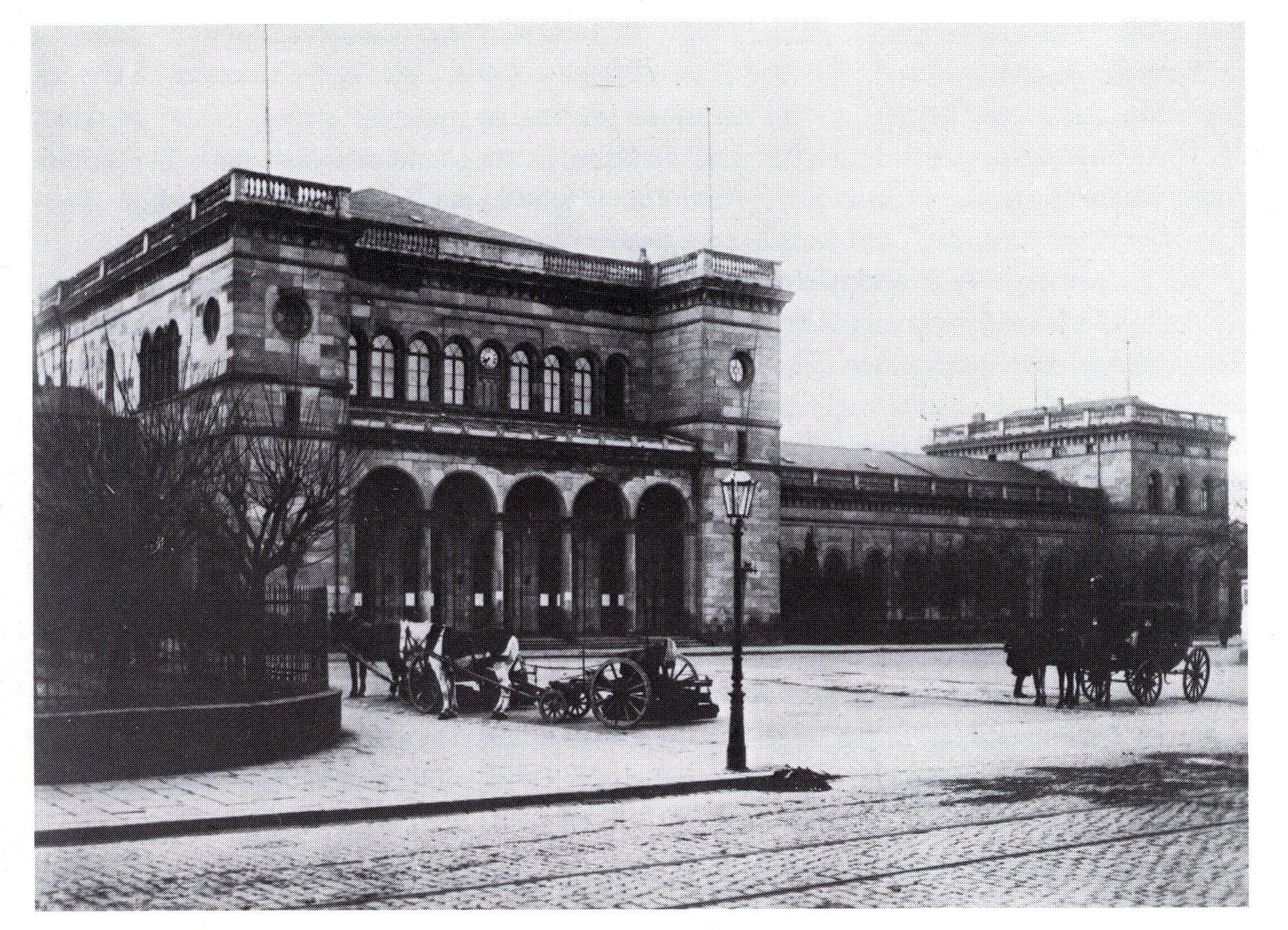
Ehemaliges Bergisch-Märkisches Empfangsgebäude
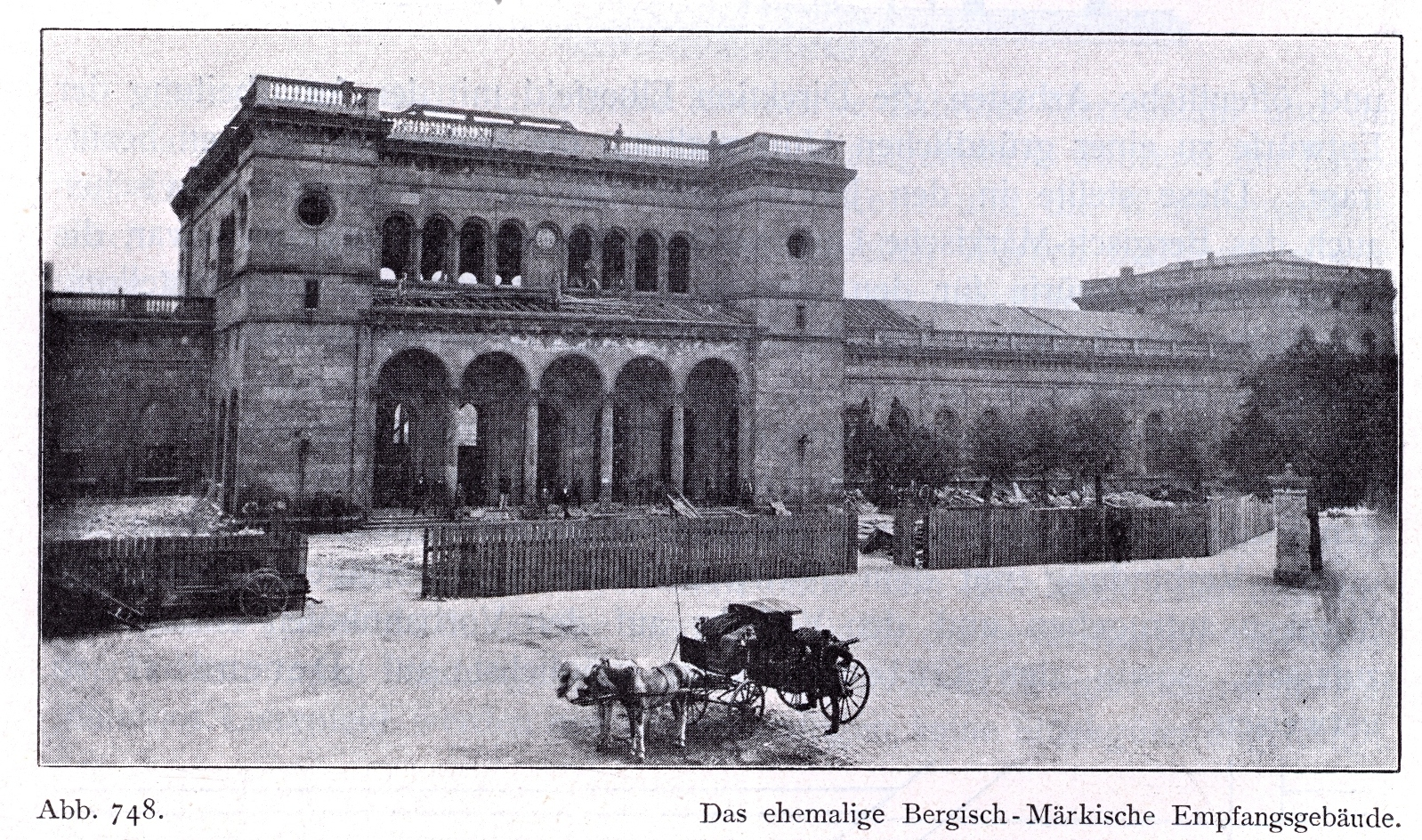
Abbruch des Bergisch-Märkischen Empfangsgebäudes
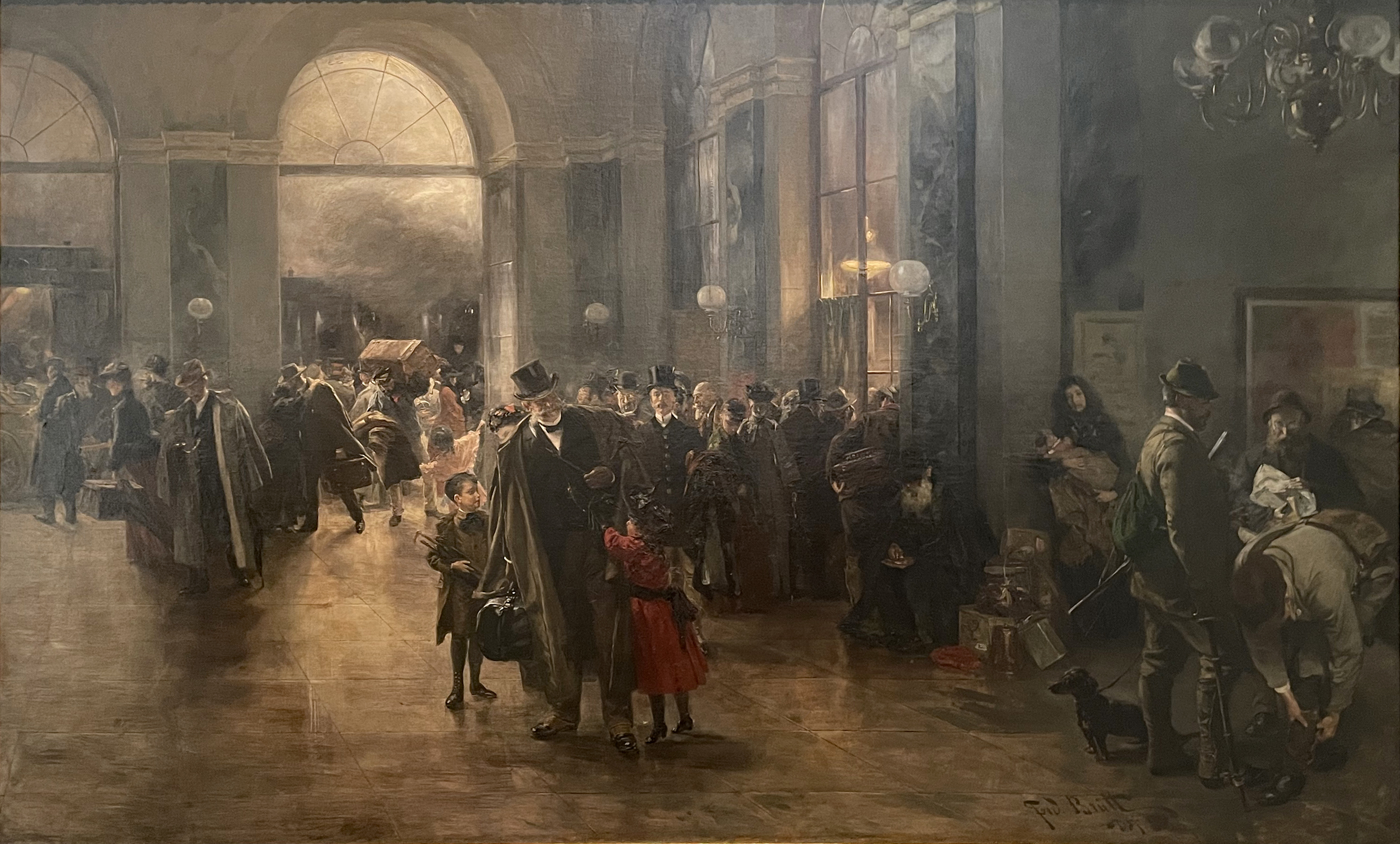
Im Bergisch-Märkischen Bahnhof um 1893, Ferdinand Brütt
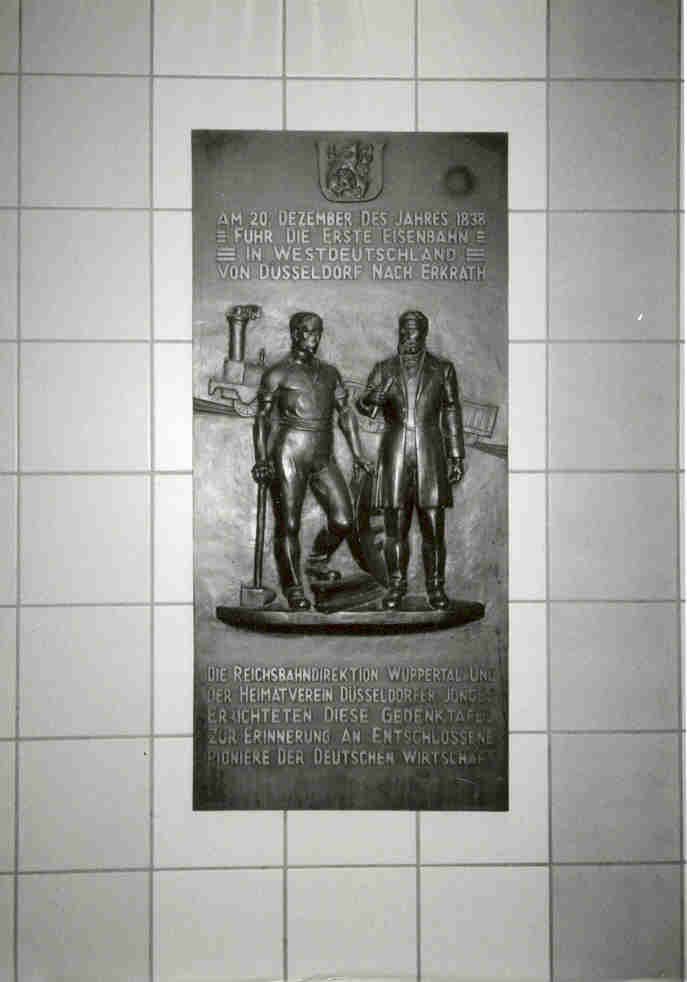
Gedenktafel zum Bau der BME

### Altbau (1891)
Der Alte Hauptbahnhof wurde am 1. Oktober 1891 als Düsseldorfer Zentralbahnhof eröffnet. Bereits nach drei Jahrzehnten war er allerdings zu klein geworden, sein Stil entsprach zudem nicht mehr dem Zeitgeschmack.

### Neubau (1932–1936)
Das von Eduard Behne errichtete Gebäude gehört zu den bedeutendsten Bahnhofsgebäuden der 1930er Jahre in Deutschland. Im November 1930 wurden acht der eingereichten Entwürfe eines Ende der 1920er Jahre ausgeschriebenen Architektenwettbewerbs zur Umgestaltung des Hauptbahnhofs der Öffentlichkeit vorgestellt. 1932–1936 folgte schließlich der Abriss des Empfangsgebäudes und sein Neubau im sachlichen Architekturstil nach einem Entwurf der Reichsbahndirektion Wuppertal durch den Architekten Behne.
Charakteristisch für seine bis heute unveränderte äußere Gestalt sind die Backsteinlochfassade mit gliedernden Natursteinelementen und der markante Uhrenturm, der ursprünglich auch als Wasserturm für die Befüllung von Dampflokomotiven diente.
Im Zweiten Weltkrieg wurde der Hauptbahnhof stark beschädigt. Diese Schäden wurden noch bis 1959 behoben.

Empfangsgebäude des Hauptbahnhofs
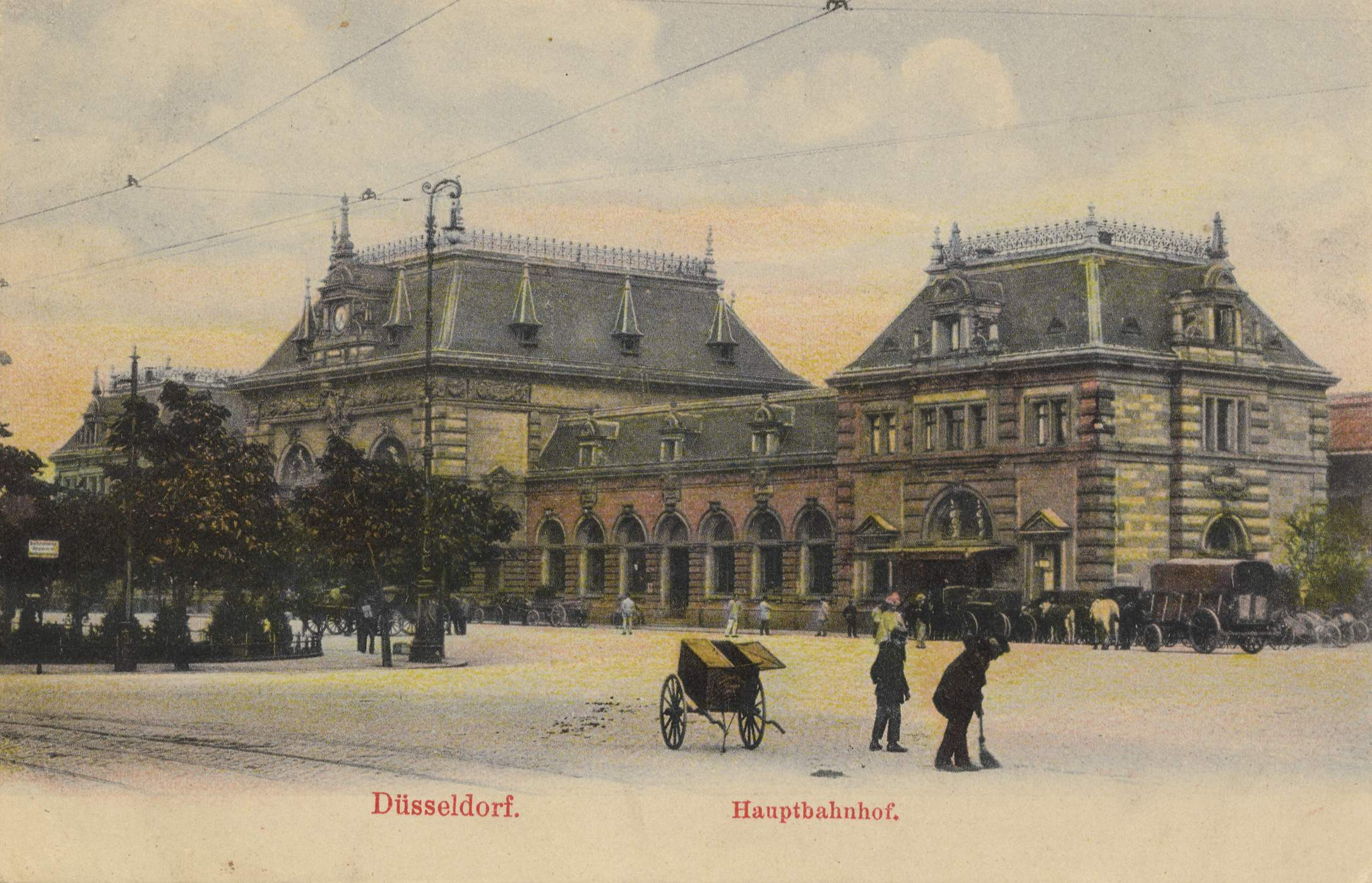
Alter Hauptbahnhof, Postkartenmotiv, ca. 1900
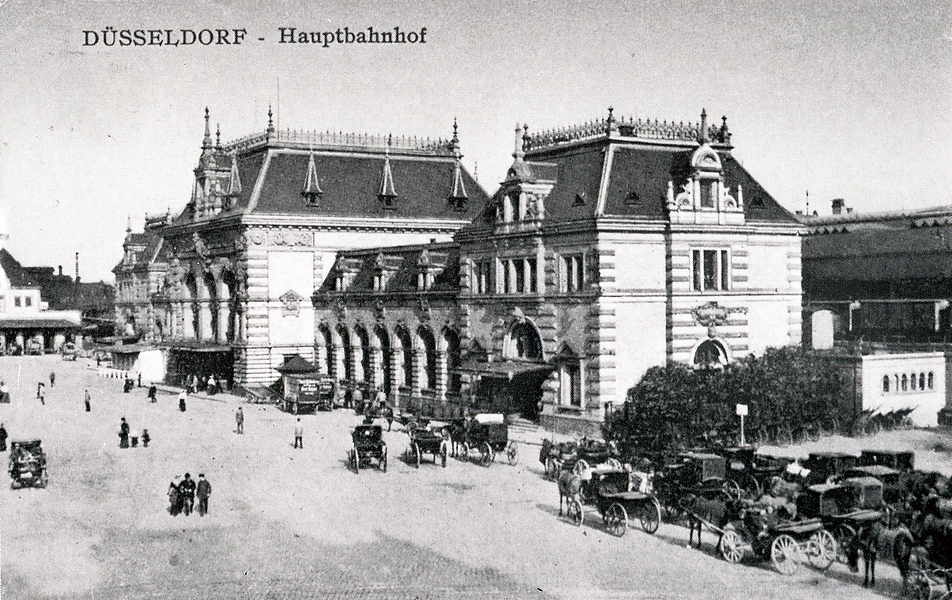
Alter Hauptbahnhof, Postkartenmotiv, ca. 1900
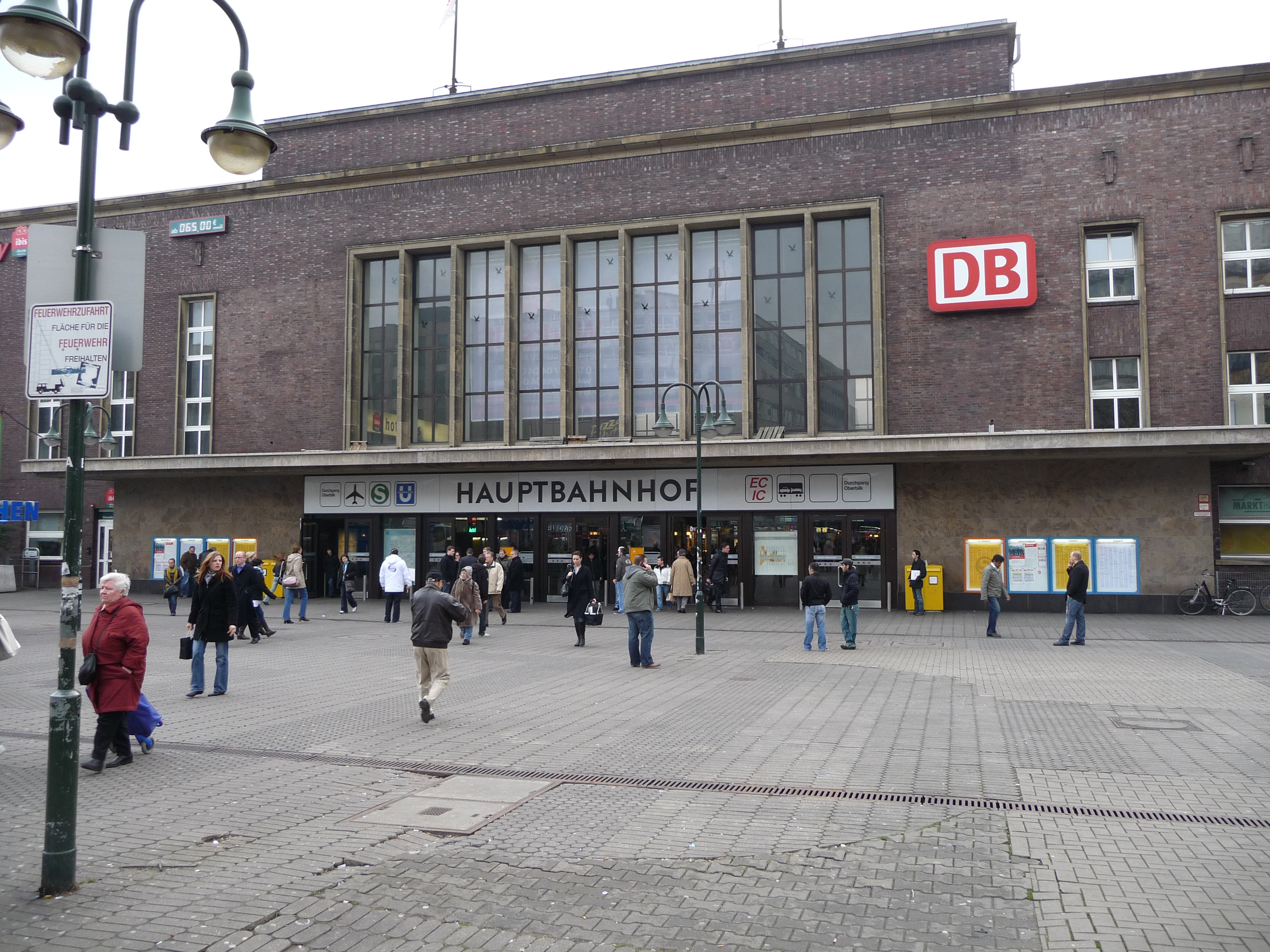
Empfangsgebäude, erbaut von 1932 bis 1936
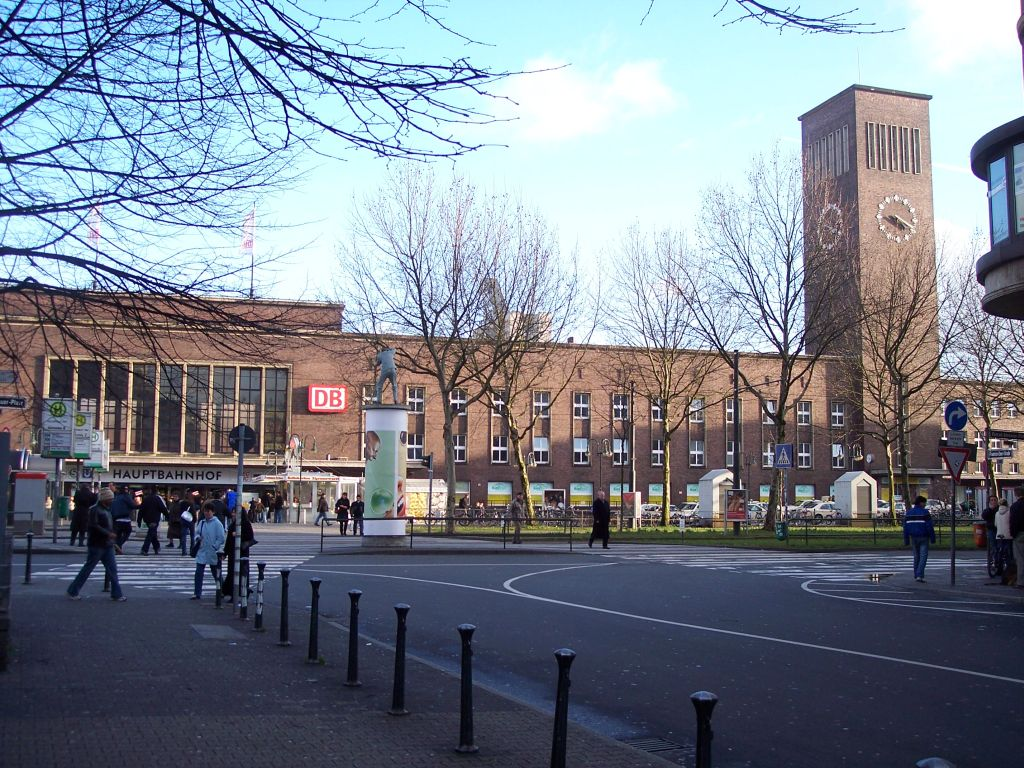
Empfangsgebäude aus Perspektive der Friedrich-Ebert-Straße

### Umbau (1980–1985)
Ende der 1970er Jahre erforderte der anstehende Bau des Innenstadttunnels der Düsseldorfer Stadtbahn und der Ost-West-S-Bahn zwischen Hagen und Mönchengladbach einen umfangreichen Umbau des Hauptbahnhofs. Der Abriss eines Stahlwerks östlich des Hauptbahnhofs ermöglichte zudem seine Öffnung zum Stadtteil Oberbilk hin. Die Bauarbeiten begannen 1979 und dauerten fast zehn Jahre.
Die Umgestaltung des Hauptbahnhofs und der Rohbau des U-Bahnhofs waren am 16. Dezember 1985 abgeschlossen. Die Eröffnung der U-Bahn-Strecke zwischen der Altstadt und dem Hauptbahnhof folgte am 7. Mai 1988. Schließlich wurden dann die S-Bahn-Linien S 8 und S 11 am 29. Mai 1988 in Betrieb genommen.
Die nebeneinander liegenden zwei Mittelbahnsteige mit vier Gleisen des U-Bahnhofs sollten unmittelbar unter einer zentralen Bahnhofspassage entstehen, um einen möglichst einfachen und schnellen Umstieg zwischen Stadtbahn und Eisenbahn/S-Bahn zu gewährleisten. Deshalb ging der Einbau des U-Bahnhofs mit dem Neubau der Eisenbahn-Bahnsteige, ihrer Überdachung und einer viel breiteren Bahnhofspassage mit direkten Zugängen auch zu den Stadtbahnsteigen an der Stelle des bisherigen zentralen Personentunnels einher.
Als Besonderheit des Hauptbahnhofs entstand eine geschlossene Bahnsteighalle, deren vier Schiffe nicht wie üblich parallel, sondern quer über die Gleise und Bahnsteige verlaufen. Die neue zentrale Passage wurde durchgängig mit Ladenlokalen ausgestattet und erhielt einen zusätzlichen östlichen Ein- und Ausgang. Als Ersatz für den Fahrkartenschalter südlich der Hauptempfangshalle entstand ein neues Reisezentrum etwa in der Mitte der Passage.
Während der Baumaßnahme lief der Eisenbahnbetrieb weitestgehend ungestört und ohne Kapazitätseinschränkung weiter, indem zunächst die zwei neuen Gleise 19 und 20 mit dazugehörigem Bahnsteig, die heute von Autoreise- und Sonderzügen benutzt werden, gebaut wurden und anschließend sukzessive immer nur ein Bahnsteig mit seinen beiden Gleisen abgerissen und sofort nach den Ausschachtungen und dem Bau von Stützen und Decken für den U-Bahnhof und die Passage wiederhergestellt wurde. Neben dem weiterhin zugänglichen Nordtunnel ermöglichte eine hölzerne Behelfsbrücke über den Gleisen im Südbereich des Bahnhofs in Höhe des Uhrenturms den Fahrgästen einen zweiten Zugang zu den Bahnsteigen.
An der Stelle der ehemaligen Fahrkartenschalterhalle zwischen Hauptempfangshalle und dem Südeingang im Uhrenturm entstand die sogenannte Markthalle, in der bis Ende Juni 2009 Lebensmittel und gastronomische Dienstleistungen angeboten wurden. Auf diese Weise blieb auch die Verbindung zwischen der Hauptempfangshalle und dem inzwischen geschlossenen Südeingang bestehen. Der nördliche Personentunnel wurde mit Personenaufzügen versehen und über zwei Querpassagen mit der zentralen Passage verknüpft. Ferner wurden hinter der historischen Backsteinfassade im Bereich des ehemaligen Erste-Klasse-Wartesaals ein Hotel (heute: Ibis Duesseldorf Hauptbahnhof) und eine Diskothek (heute: Teatroo) errichtet. Durch den Bau eines Parkhauses in unmittelbarer östlicher Nachbarschaft des Hauptbahnhofs wurden 1685 PKW-Stellplätze neu geschaffen.
Mit dem Bertha-von-Suttner-Platz wurde ein zweiter Bahnhofsvorplatz an der Ostseite des Hauptbahnhofs eingerichtet. An diesem Platz entstanden mehrere Gebäude im postmodernen Stil. In einem dieser Gebäude ließen sich die Volkshochschule und die Zentralbibliothek der Stadtbüchereien nieder. Ausgehend vom Bertha-von-Suttner-Platz wurden im Rahmen der Vorbereitungen für die Bundesgartenschau 1987 auch neue Fuß- und Radwegverbindungen durch den Stadtteil Oberbilk zum Volksgarten eingerichtet. Nördlich des Bertha-von-Suttner-Platzes wurde die Ludwig-Erhard-Allee zur Anbindung des Hauptbahnhofs und seines Parkhauses an die Kölner Straße und südlich davon die Willi-Becker-Allee zur Anbindung derselben Gebäude an die Ellerstraße gebaut.
Die kreuzungsfreie Einfädelung der Ost-West-S-Bahnen in die Mitte des Hauptbahnhofs für einen Umstieg von und zu den übrigen in Nord-Süd-Richtung verkehrenden S-Bahnen am selben Bahnsteig wurde durch den Bau einer zusätzlichen zweigleisigen Eisenbahnbrücke im nördlichen Gleisvorfeld und den Bau eines zweigleisigen Eisenbahntunnels im südlichen Gleisvorfeld ermöglicht.

Umgebung und Kunstobjekte
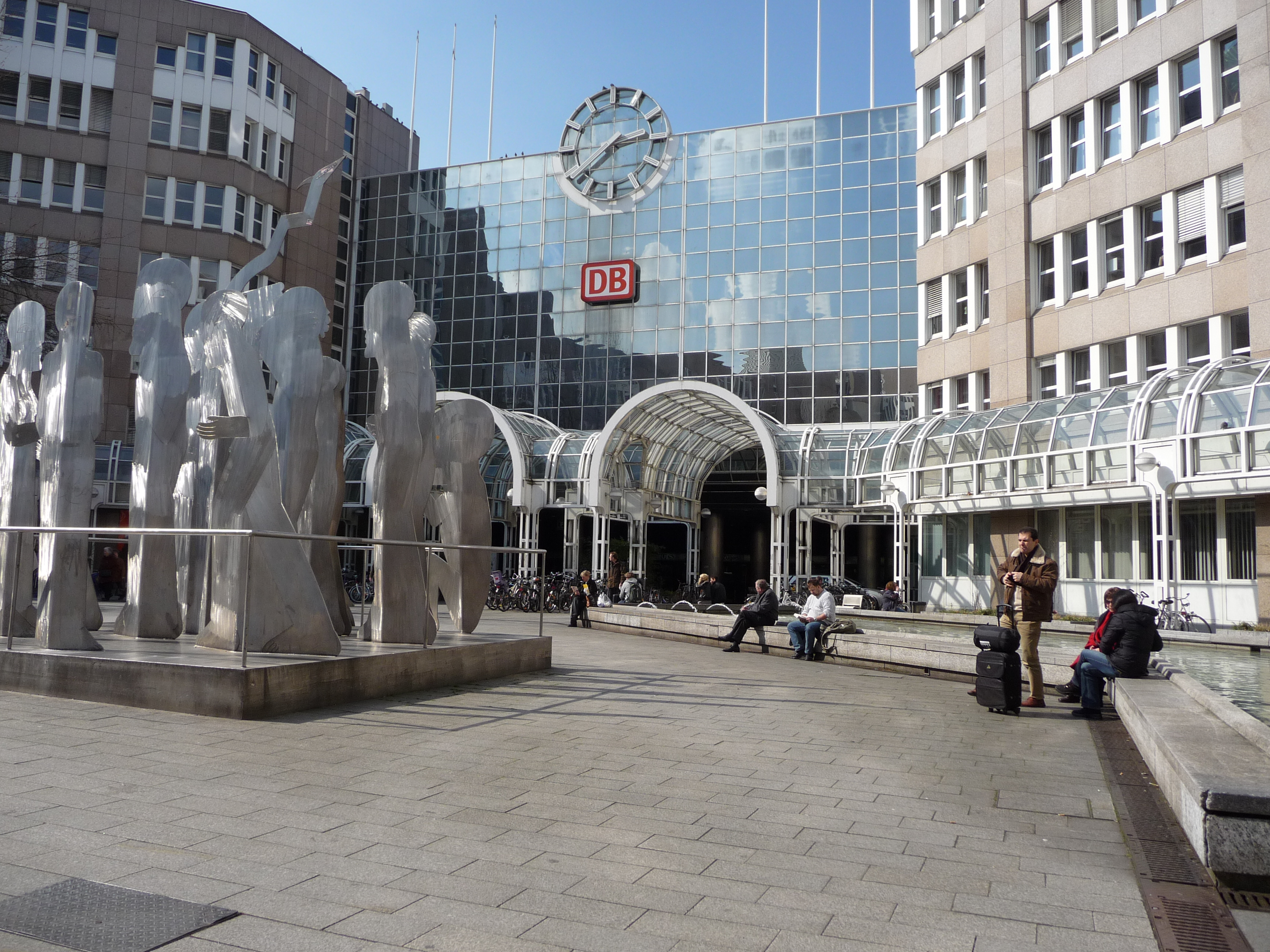
Bertha-von-Suttner-Platz (Blick auf den Bahnhofseingang)
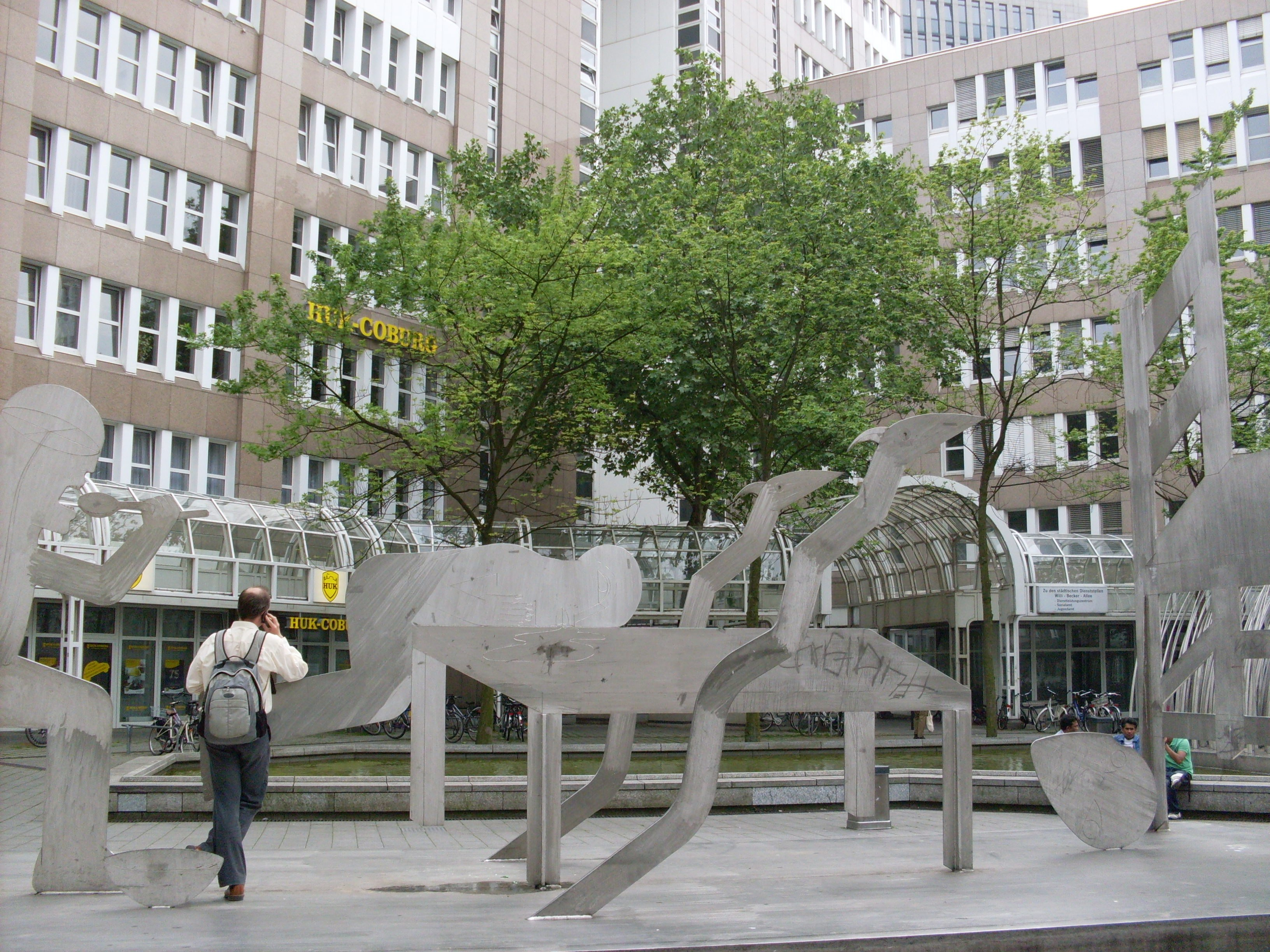
Bertha-von-Suttner-Platz (östlicher Vorplatz)
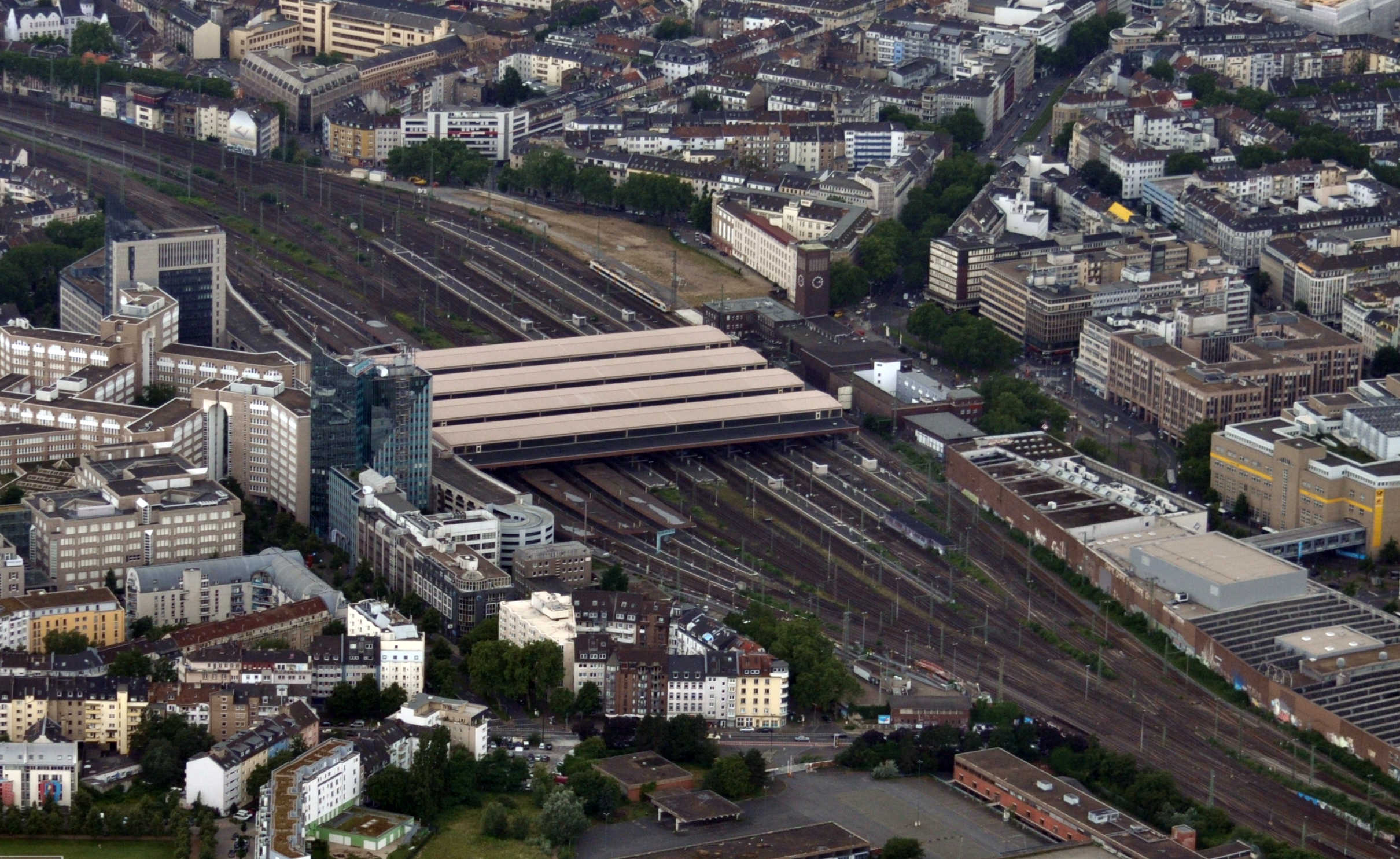
Luftbild des Bahnhofs, Blickrichtung Süden (2016)
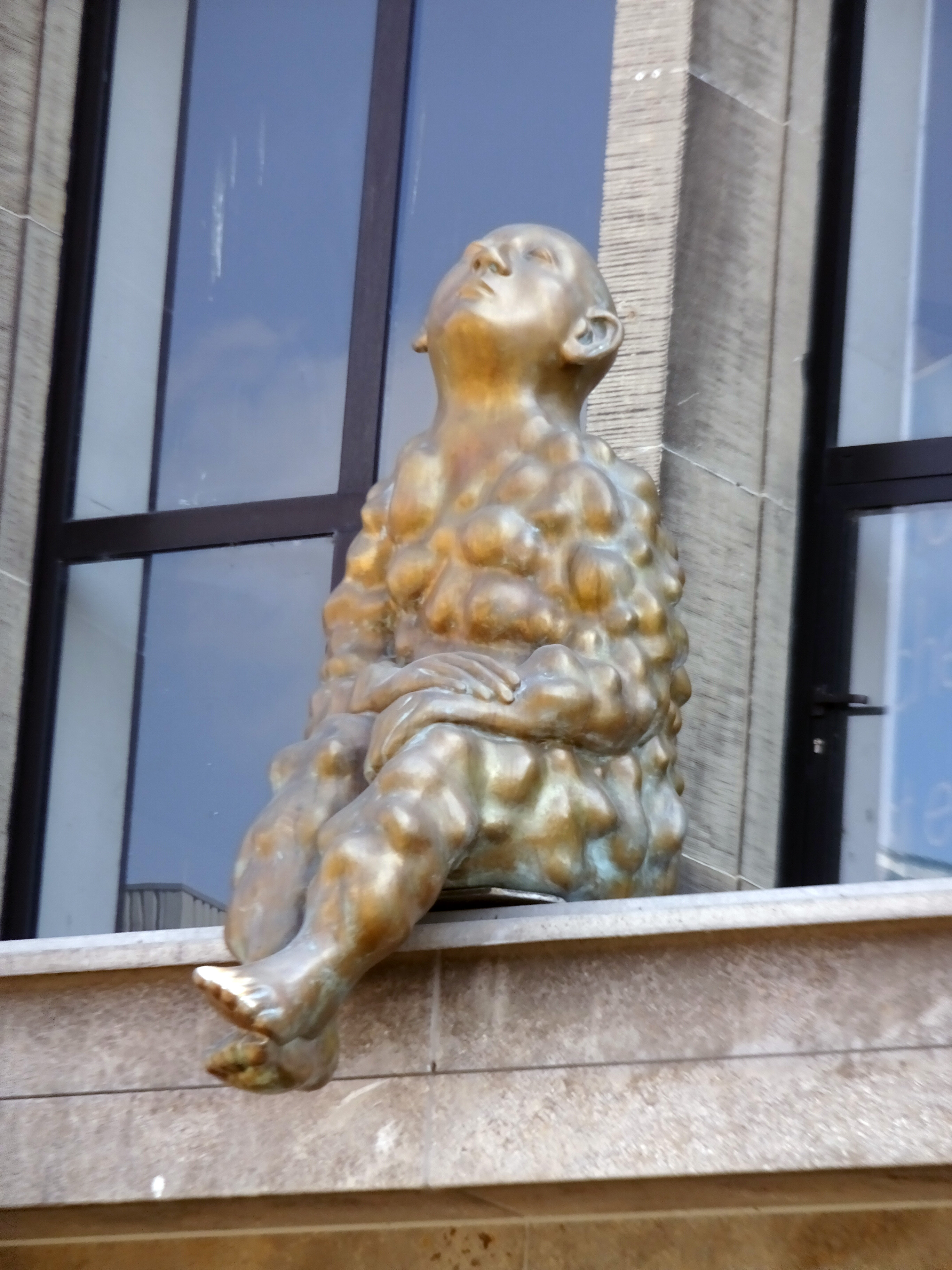
Beulenmann von Paloma Varga Weisz auf dem Vordach (2019)
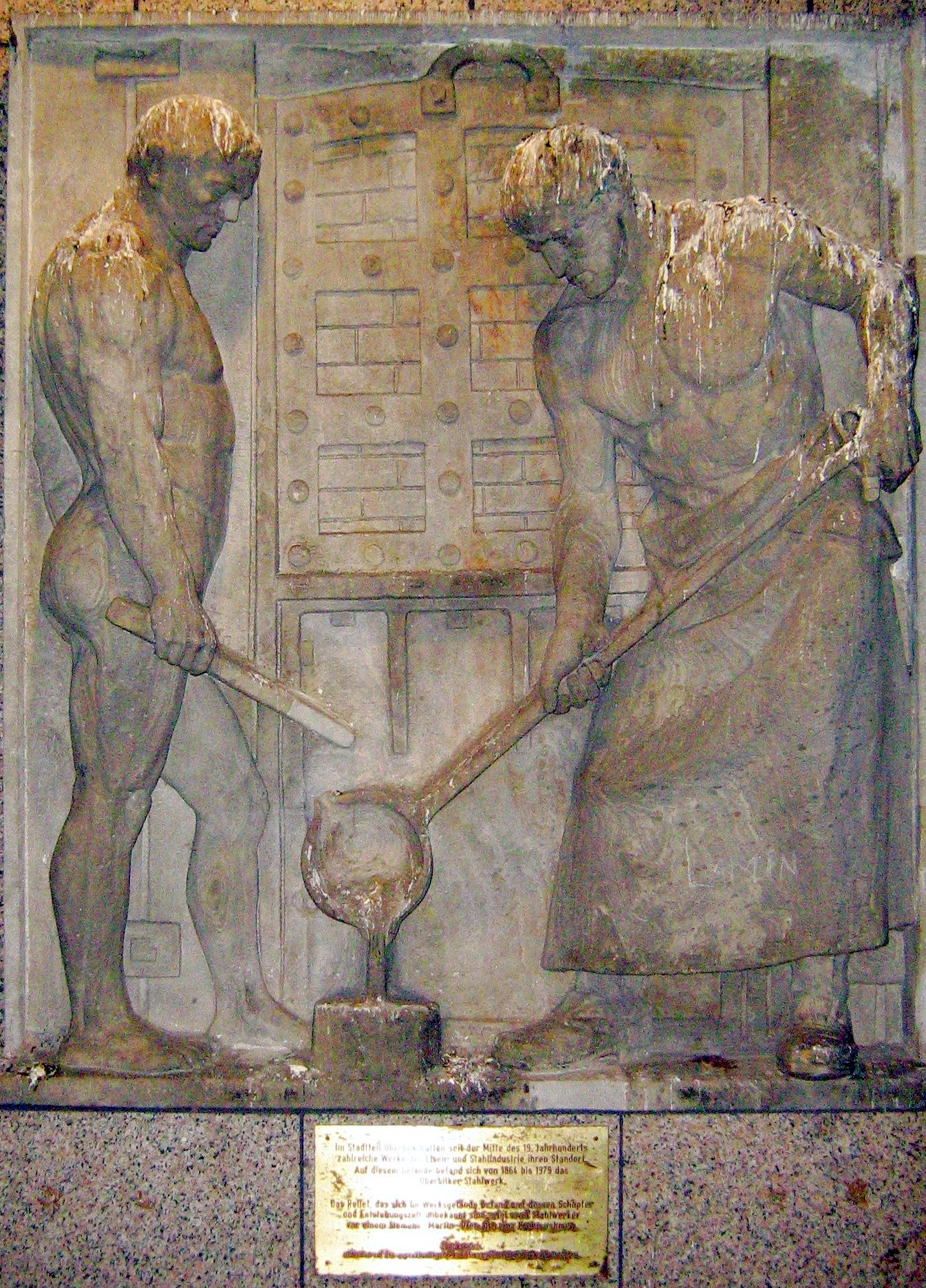
Relief vor dem Bahnhof zur Erinnerung an das Stahlwerk Oberbilk

### Weitere Entwicklung
Am 5. Dezember 2018 wurde die Finanzierungsvereinbarung für das neue elektronische Stellwerk Düsseldorf unterzeichnet. Es soll einen 43 km langen Bereich bis zur Leverkusener Stadtgrenze zu Köln steuern und mit rund 2000 Stelleinheiten eines der größten Stellwerke der Deutschen Bahn werden. Die Hauptbauarbeiten haben 2021 begonnen.

## Verkehrliche Bedeutung und Funktion

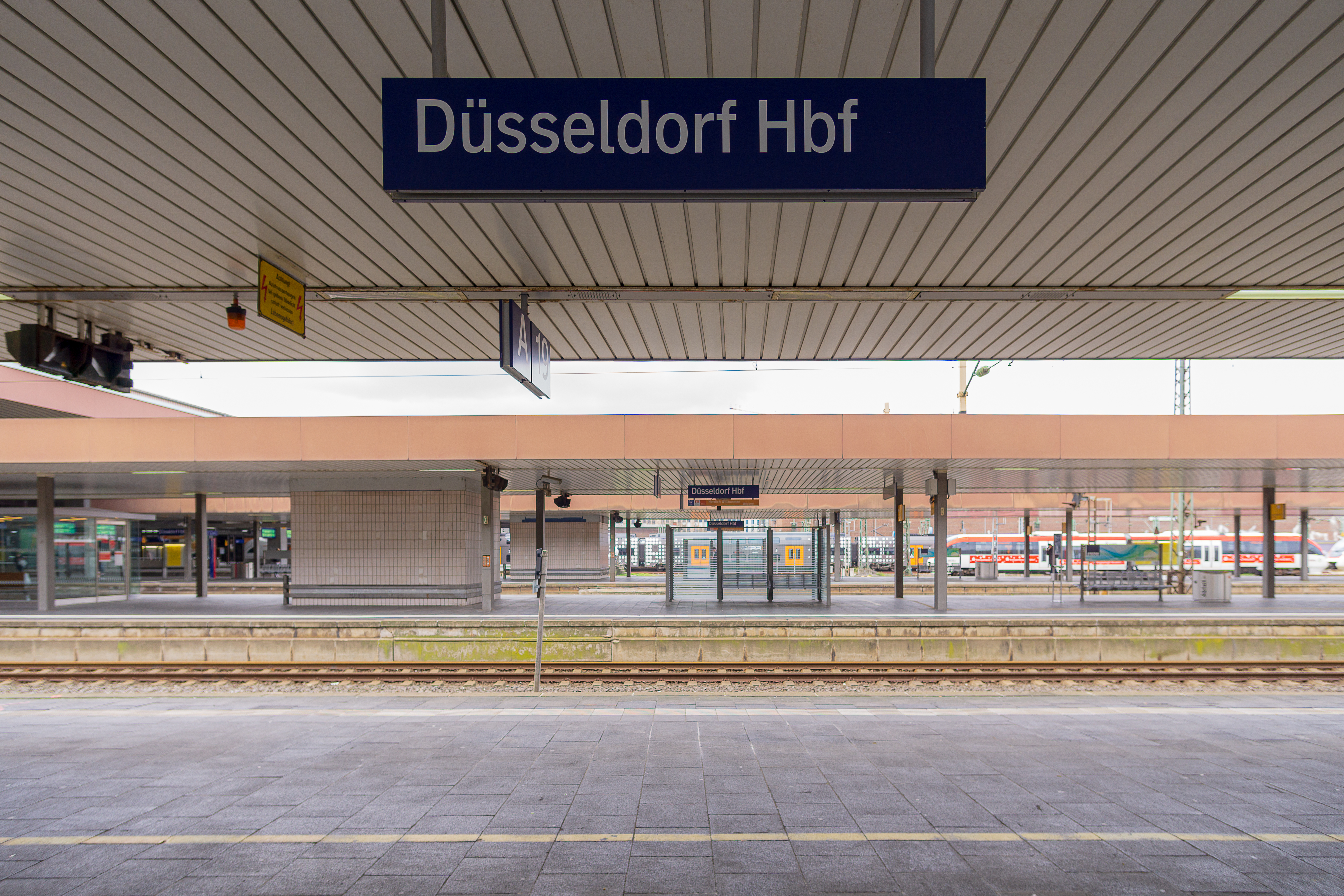
Bahnhofsschild unter Überdachung

Der Düsseldorfer Hauptbahnhof wird täglich von etwa 250.000 Personen frequentiert. Es halten alle passierenden Personenzüge. Damit gehört der Bahnhof zu den 21 Bahnhöfen der höchsten Preisklasse von DB Station&Service. Er ist neben Düsseldorf-Flughafen einer von zwei Fernverkehrshalten sowie einer von vier Regionalverkehrshalten in Düsseldorf.
Im Hauptbahnhof treffen Züge des Schienenpersonenfernverkehrs, der nordrhein-Westfälischen Regionalverkehrslinien und der S-Bahn Rhein-Ruhr aus Richtung Osten (Erkrath, Wuppertal, Hagen), Norden (Flughafen, Duisburg, Essen, Oberhausen), Süden (Köln, Solingen) und Westen (Neuss, Dormagen, Mönchengladbach, Aachen) auf acht Bahnsteigen aufeinander (Gleise 4–7 und 9–20). An der Nordostseite des Bahnhofs befindet sich eine Autoreisezugverladestelle. Der Bahnhof hat insgesamt 20 Hauptgleise.
Täglich bedienen nach DB-Angaben 169 Fernverkehrszüge, 423 Züge des Regionalverkehrs und 550 S-Bahn-Züge den Bahnhof (Stand 2008).
Im Normalfall ergibt sich folgende Gleisbelegung:
| Gleis | Linie                 | Verwendung |
| ----- | --------------------- | --- |
| 1–3   | –                     | Güter-/Rangiergleise (ohne Bahnsteig)                                                                          |
| 4     | RE 4 RE 13            | von Wuppertal nach Aachen bzw. Venlo                                                                           |
| 4     | RE 6 (RRX)            | von Minden nach Köln/Bonn Flughafen                                                                            |
| 5     | RE 10                 | von/nach Krefeld und Kleve                                                                                     |
| 6     | RB 39                 | von/nach Grevenbroich und Bedburg                                                                              |
| 7     | RE 4 RE 13            | von Aachen bzw. Venlo nach Wuppertal, Dortmund bzw. Hamm                                                       |
| 7     | RE 19                 | von/nach Emmerich, Arnheim und Bocholt (Flügelzug)                                                             |
| 8     | –                     | Durchfahrgleis (ohne Bahnsteig)                                                                                |
| 9     | RE 2 RE 3             | von/nach Duisburg und weiter Münster, Hamm                                                                     |
| 10    | RE 6 (RRX)            | von Köln/Bonn Flughafen nach Minden; von Hamburg-Altona oder Neuss und weiter nach Mönchengladbach oder Aachen |
| 10    | RE 11 (RRX)           | von/nach Duisburg, Dortmund, Hamm, Kassel-Wilhelmshöhe                                                         |
| 11    | S 1 S 6               | nach Solingen, Köln über Leverkusen                                                                            |
| 12    | S 8 S 11 S 28         | über Neuss nach Mönchengladbach, Köln bzw. Kaarster See                                                        |
| 13    | S 8 S 11 S 28         | nach Hagen, Düsseldorf Flughafen Terminal bzw. Mettmann Stadtwald und Wuppertal                                |
| 14    | S 1 S 6               | über Duisburg nach Dortmund bzw. nach Essen                                                                    |
| 15/16 | RE 1 (RRX) RE 5 (RRX) | von Duisburg nach Köln                                                                                         |
| 17/18 | RE 1 (RRX) RE 5 (RRX) | von Köln nach Duisburg                                                                                         |
| 19/20 |                       | von München nach Dortmund, (Fußball-)Sonderzüge, Saisonal UEX nach Innsbruck mit Auto- und Motorradverladung   |

Den viergleisigen unterirdischen U-Bahnhof Düsseldorf Hauptbahnhof  U-Bahnhof erreichen die auf der Stammstrecke 1 und Stammstrecke 2 verkehrenden Stadtbahn-Linien.
Straßenbahn- und Bushaltestellen sowie Taxistände finden sich auf dem westlichen Bahnhofsvorplatz (Konrad-Adenauer-Platz). Weitere Taxistände finden sich an der Ostseite des Bahnhofs, nördlich des Bertha-von-Suttner-Platzes. Hier finden sich auch – im zentralen Parkhaus gelegen – Mietwagenstationen.
Der zentrale Fernreisebusbahnhof Düsseldorfs befindet sich im Bereich der ehemaligen Pakethallen der Post nördlich des Hauptbahnhofs. Ein Umbau der Hallen mit Einbau von Serviceeinrichtungen für den Busfernreiseverkehr sowie unter anderem einer Probebühne für das Düsseldorfer Schauspielhaus in den oberen Geschossen wurde realisiert.

### Fernverkehr

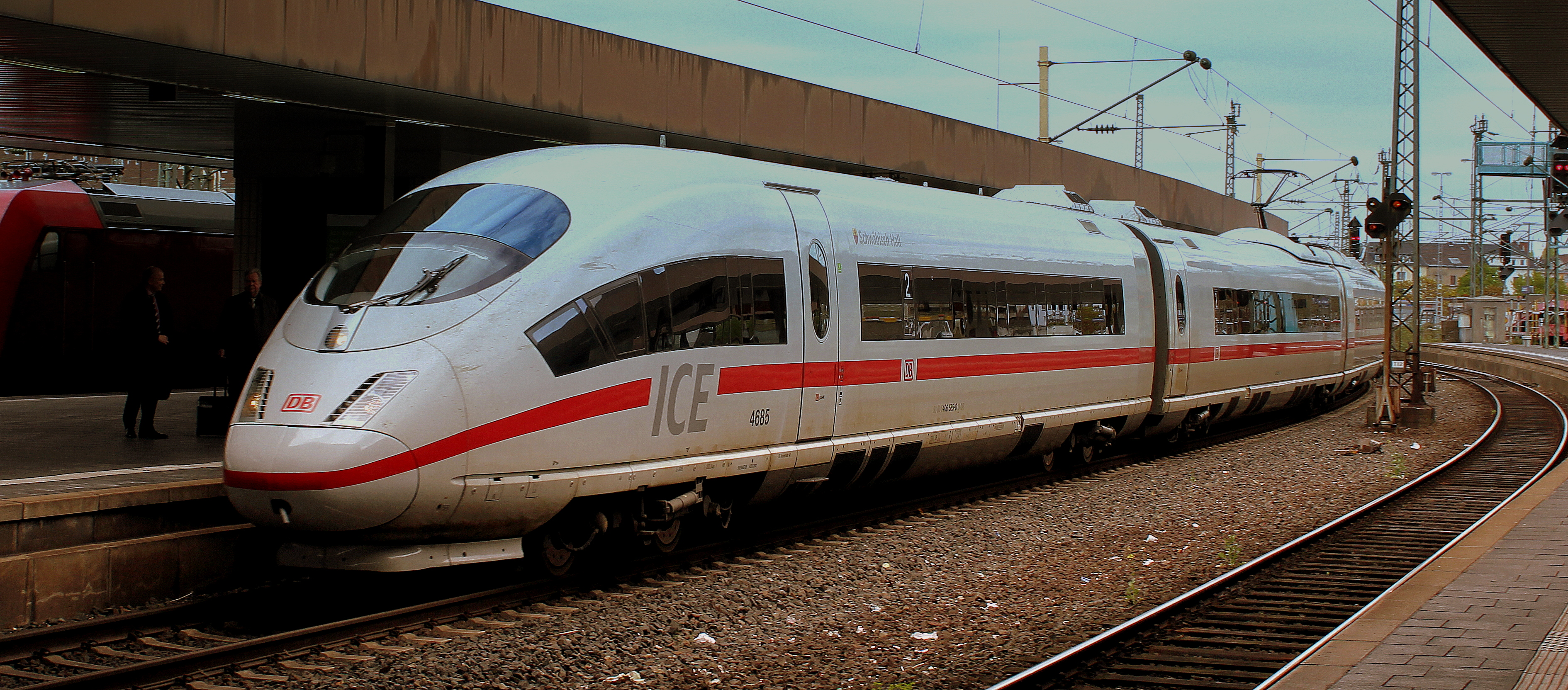
ICE 3 im Düsseldorfer Hauptbahnhof

Zurzeit wird der Bahnhof von neun ICE-Linien, sechs IC-Linien sowie zwei Flixtrain-Linien angefahren. Außerdem halten der Eurostar und eine Linie der als ÖBB Nightjet bezeichneten EuroNight-Nachtzüge der ÖBB.
| Linie  | Fahrtverlauf | Takt          |
| ------ | --- | ------------- |
| ICE 10 | Berlin Gesundbrunnen – Berlin Hbf – (Wolfsburg –) Hannover – Bielefeld – Hamm – Dortmund – Bochum – Essen – Duisburg – Düsseldorf Flughafen – Düsseldorf (– Köln – Aachen)                                                   | 60 min        |
| ICE 32 | (Dortmund – Bochum –/Münster – Recklinghausen – Gelsenkirchen –) Essen – Duisburg – Düsseldorf – Köln – Bonn – Koblenz – Mainz – Mannheim – Heidelberg – Stuttgart – (München –Klagenfurt / Ulm – Lindau-Reutin – Innsbruck) | zwei Zugpaare |
| ICE 39 | Köln - Düsseldorf - Duisburg - Essen - Münster - Hamburg - Hamburg-Altona | einzelne Züge |
| ICE 41 | (Dortmund –) Essen – Duisburg – Düsseldorf – Köln Messe/Deutz – Frankfurt Flughafen Fernbf – Frankfurt (Main) Hbf – Würzburg – Nürnberg – München                                                                            | 60 min        |
| ICE 42 | (Hamburg – Bremen – Münster –) Dortmund – Essen – Duisburg – Düsseldorf – Köln – Siegburg/Bonn – Frankfurt Flughafen Fernbf – Mannheim – Stuttgart – Ulm – Augsburg – München                                                | 120 min       |
| ICE 43 | (Amsterdam – Utrecht – Arnhem – Oberhausen – Duisburg –) bzw. (Dortmund – Essen – Duisburg –) Düsseldorf – Köln – Siegburg/Bonn – Frankfurt Flughafen Fernbf – Mannheim – Karlsruhe – Freiburg (Breisgau) – Basel            | einzelne Züge |
| ICE 47 | Dortmund – Essen – Duisburg – Düsseldorf – Köln Messe/Deutz – Frankfurt Flughafen Fernbf – Mannheim – Stuttgart – Ulm – Augsburg – München                                                                                   | 120 min       |
| ICE 78 | Amsterdam – Utrecht – Arnhem – Oberhausen – Duisburg – Düsseldorf – Köln – Frankfurt Flughafen Fernbf – Frankfurt (Main) Hbf                                                                                                 | 120 min       |
| ICE 91 | Dortmund – Essen – Duisburg – Düsseldorf – Frankfurt Flughafen Fernbf – Frankfurt (Main) Hbf – Würzburg – Nürnberg – Passau – Wien Hbf – Flughafen Wien                                                                      | einzelne Züge |
| EST 80 | Dortmund – Essen – Duisburg – (Düsseldorf Flughafen –) Düsseldorf – Köln – Aachen – Liège-Guillemins – Bruxelles-Midi/Brussel-Zuid – Paris-Nord                                                                              | einzelne Züge |
| IC 35  | Norddeich Mole – Emden – Münster – Recklinghausen – Gelsenkirchen – Oberhausen – Duisburg – Düsseldorf – Köln – Bonn – Koblenz                                                                                               | 120 min       |
| IC 37  | Düsseldorf – Köln – Bonn – Koblenz – Wittlich – Trier – Luxemburg | ein Zugpaar   |
| IC 39  | Westerland (Sylt) –/Dagebüll Mole – Hamburg – Bremen – Münster – Essen – Duisburg – Düsseldorf – Köln | zwei Zugpaare |
| EC 43  | Hamburg – Bremen – Münster – Dortmund – Essen – Duisburg – Düsseldorf – Köln – Bonn – Koblenz – Mainz – Mannheim – Karlsruhe – Freiburg – Basel – Zürich/Interlaken Ost                                                      | zwei Zugpaare |
| IC 51  | Gera – Jena – Weimar – Erfurt – Gotha – Eisenach – Kassel – Dortmund – Duisburg – Düsseldorf (– Köln) | zwei Zugpaare |
| FLX 20 | Hamburg – Hamburg-Harburg – Bremen – Osnabrück – Münster – Gelsenkirchen – Essen – Duisburg – Düsseldorf – Köln | 2–3 Zugpaare  |
| FLX 30 | Berlin Südkreuz – Berlin – Berlin-Spandau – Wolfsburg – Hannover – Bielefeld – Dortmund – Essen – Duisburg – Düsseldorf – Köln                                                                                               | 1 Zugpaar     |
| EN     | ÖBB Nightjet Amsterdam – Utrecht – Arnhem – Düsseldorf – Köln – Bonn – Koblenz – Mainz – Frankfurt Flughafen Fernbf – Frankfurt (Main) Süd – Nürnberg – Augsburg – München – Kufstein – Wörgl – Jenbach – Innsbruck          | ein Zugpaar   |

Mit 328 regelmäßig über den Hauptbahnhof verkehrenden Fernzügen pro Tag war der Hauptbahnhof im Sommerfahrplan 1989 der drittbedeutendste Knoten im Netz der Deutschen Bundesbahn.

### Regionalverkehr

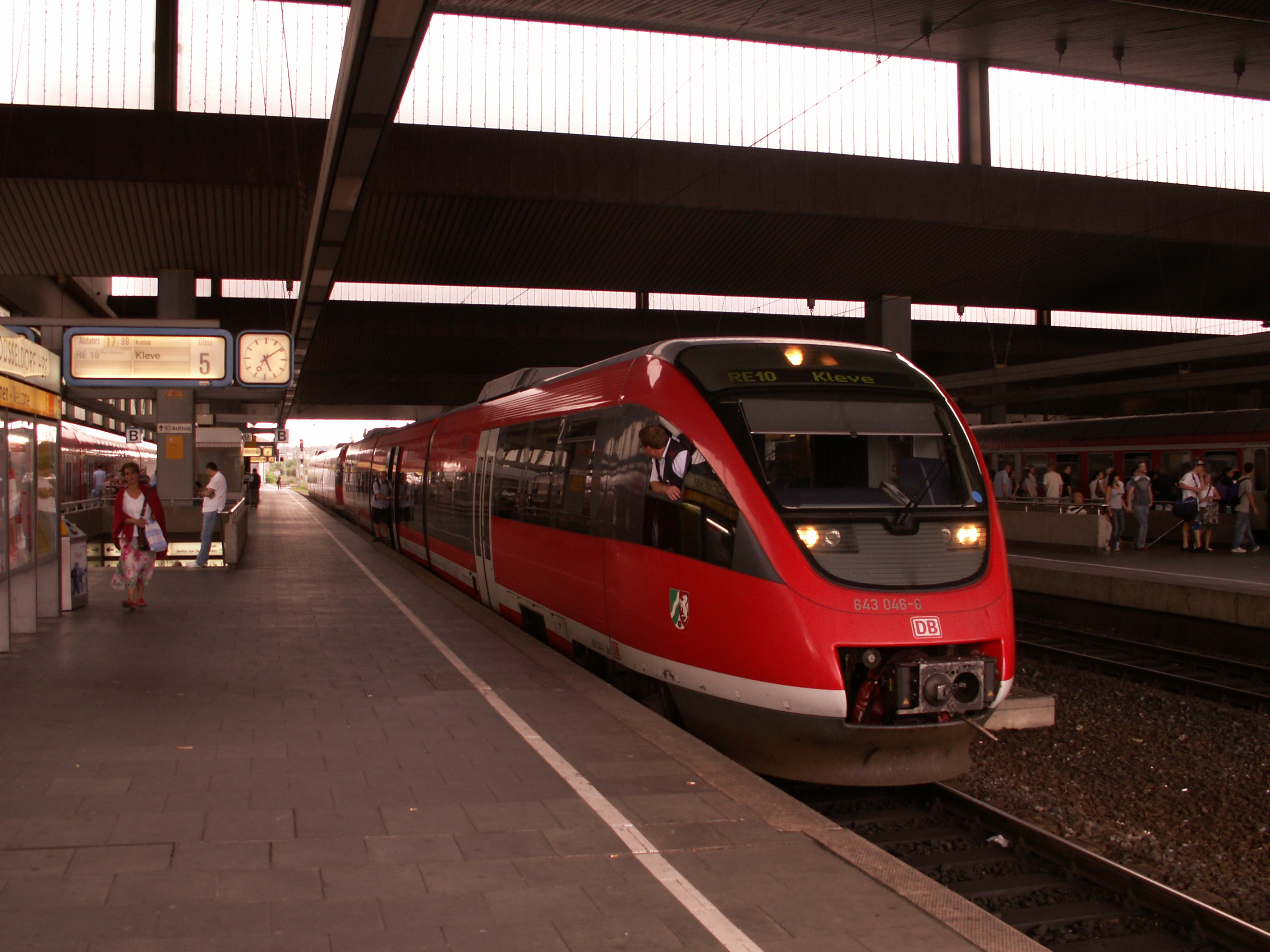
Bombardier Talent als RE 10 (Niers-Express) Richtung Kleve im Hauptbahnhof

Der Hauptbahnhof Düsseldorf ist Knotenpunkt von elf mindestens im Stundentakt verkehrenden Regionalexpress-Linien. Diese bilden das Rückgrat des Regionalverkehrs in Nordrhein-Westfalen, insbesondere auf der Hauptstrecke von Köln nach Duisburg.
Eine Regionalbahn-Linie fährt im Halbstundentakt nach Grevenbroich und stündlich weiter nach Bedburg.
| Linie       | Fahrtverlauf | Takt                                             | Betreiber        |
| RE 1 (RRX)  | NRW-Express: Aachen Hbf – Aachen-Rothe Erde – Eilendorf (ein Zugpaar) –Stolberg (Rheinl) Hbf – Eschweiler Hbf – Langerwehe – Düren – Horrem – Köln-Ehrenfeld – Köln Hbf – Köln Messe/Deutz – Köln-Mülheim – Leverkusen Mitte – Düsseldorf-Benrath – Düsseldorf Hbf – Düsseldorf Flughafen – Duisburg Hbf – Mülheim (Ruhr) Hbf – Essen Hbf – Wattenscheid – Bochum Hbf – Dortmund Hbf – Dortmund-Scharnhorst (nicht stündlich, im Wechsel mit Nordbögge) – Dortmund-Kurl – Kamen-Methler – Kamen – Bönen-Nordbögge (nicht stündlich, im Wechsel mit Dortmund-Scharnhorst) – Hamm (Westf) Hbf Stand: Fahrplanwechsel Dezember 2023 | 60 min                                           | National Express |
| RE 2        | Rhein-Haard-Express: Osnabrück Hbf – Hasbergen – Natrup-Hagen (zweistdl.) – Lengerich (Westf) – Kattenvenne (zweistdl.) – Ostbevern – Westbevern – Münster (Westf) Hbf – (Münster-Albachten – Senden-Bösensell – Nottuln-Appelhülsen – Buldern –)* Dülmen – (Sythen –)* Haltern am See – (Marl-Sinsen –)* Recklinghausen Hbf – (Recklinghausen Süd –)* Wanne-Eickel Hbf – Gelsenkirchen Hbf – Essen Hbf – Mülheim (Ruhr) Hbf – Duisburg Hbf – Düsseldorf Flughafen – Düsseldorf Hbf * Halt nur einzelner Züge im Nachtverkehr Stand: Fahrplanwechsel Dezember 2023                                                               | 60 min                                           | DB Regio         |
| RE 3        | Rhein-Emscher-Express: Düsseldorf Hbf – Düsseldorf Flughafen – Duisburg Hbf – Oberhausen Hbf – Essen-Altenessen – Gelsenkirchen Hbf – Wanne-Eickel Hbf – Herne – Castrop-Rauxel Hbf – Dortmund-Mengede – Dortmund Hbf – Dortmund-Scharnhorst – Dortmund-Kurl – Kamen-Methler – Kamen – Bönen-Nordbögge – Hamm (Westf) Hbf Stand: Fahrplanwechsel Dezember 2023 | 60 min                                           | eurobahn         |
| RE 4        | Wupper-Express: Aachen Hbf – Aachen Schanz – Aachen West – Herzogenrath – Kohlscheid (einzelne Züge) – Übach-Palenberg – Geilenkirchen – Lindern – Hückelhoven-Baal – Erkelenz – Rheydt Hbf – Mönchengladbach Hbf – Neuss Hbf – Düsseldorf-Bilk – Düsseldorf Hbf – Wuppertal-Vohwinkel – Wuppertal Hbf – Wuppertal-Barmen – Wuppertal-Oberbarmen – Schwelm – Ennepetal (Gevelsberg) – Hagen Hbf – Wetter (Ruhr) – Witten Hbf – Dortmund Hbf Stand: Fahrplanwechsel Dezember 2023 | 60 min                                           | National Express |
| RE 5 (RRX)  | Rhein-Express: Wesel – Friedrichsfeld (Niederrhein) (zweistdl.) – Voerde (Niederrhein) – Dinslaken – Oberhausen-Holten (zweistdl.) – Oberhausen-Sterkrade – Oberhausen Hbf – Duisburg Hbf – Düsseldorf Flughafen – Düsseldorf Hbf – Düsseldorf-Benrath – Leverkusen Mitte – Köln-Mülheim – Köln Messe/Deutz – Köln Hbf – Köln Süd – Brühl – Bonn Hbf – Bonn UN Campus – Bonn-Bad Godesberg – Oberwinter – Remagen – Sinzig (Rhein) – Bad Breisig – Andernach – Koblenz Stadtmitte – Koblenz Hbf Stand: Fahrplanwechsel Dezember 2023                                                                                             | 60 min                                           | National Express |
| RE 6 (RRX)  | Rhein-Weser-Express: Köln/Bonn Flughafen – Köln Hbf – Dormagen – Neuss Hbf – Düsseldorf-Bilk – Düsseldorf Hbf – Düsseldorf Flughafen – Duisburg Hbf – Mülheim (Ruhr) Hbf – Essen Hbf – Wattenscheid – Bochum Hbf – Dortmund Hbf – Kamen – Hamm (Westf) Hbf – Heessen – Ahlen (Westf) – Beckum-Neubeckum – Oelde – Rheda-Wiedenbrück – Gütersloh Hbf – Bielefeld Hbf – Herford – Löhne (Westf) – Bad Oeynhausen – Porta Westfalica – Minden (Westf) Stand: Fahrplanwechsel Dezember 2023 | 60 min                                           | National Express |
| RE 10       | Niers-Express: Kleve – Bedburg-Hau – Goch – Weeze – Kevelaer – Geldern – Nieukerk – Aldekerk – Kempen (Niederrhein) – Krefeld Hbf – Krefeld-Oppum – Meerbusch-Osterath – Düsseldorf-Bilk – Düsseldorf Hbf Stand: Fahrplanwechsel Dezember 2023 | 30 min (werktags) 60 min (Wochenenden/Feiertage) | RheinRuhrBahn    |
| RE 11 (RRX) | Rhein-Hellweg-Express: Kassel-Wilhelmshöhe – Hofgeismar – Warburg (Westf) – Willebadessen – Altenbeken – Paderborn Hbf – Lippstadt – Soest – Hamm (Westf) Hbf – Kamen – Dortmund Hbf – Bochum Hbf – Wattenscheid – Essen Hbf – Mülheim (Ruhr) Hbf – Duisburg Hbf – Düsseldorf Flughafen – Düsseldorf Hbf Abschnitt Düsseldorf–Hamm entfällt aufgrund einer angespannten Personalsituation bis auf einzelne Fahrten. Stand: Februar 2025 | 60 min                                           | National Express |
| RE 13       | Maas-Wupper-Express: Venlo – Kaldenkirchen – Breyell – Boisheim – Dülken – Viersen – Mönchengladbach Hbf – Neuss Hbf – Düsseldorf-Bilk – Düsseldorf Hbf – Wuppertal-Vohwinkel – Wuppertal Hbf – Wuppertal-Barmen – Wuppertal-Oberbarmen – Schwelm – Ennepetal (Gevelsberg) – Hagen Hbf – Schwerte (Ruhr) – Holzwickede – Unna – Bönen – Hamm (Westf) Hbf Stand: Fahrplanwechsel Dezember 2023 | 60 min                                           | eurobahn         |
| RE 19       | Rhein-IJssel-Express: Zugteil 1: Arnhem Centraal – Zevenaar – Emmerich-Elten – Emmerich – Praest – Millingen (b Rees) – Empel-Rees – Haldern (Rheinl) – Mehrhoog – Wesel Feldmark – Wesel Zugteil 2: Bocholt – Hamminkeln-Dingden – Hamminkeln – Wesel-Blumenkamp – Wesel Flügelung bzw. Wiedervereinigung: Wesel – Friedrichsfeld (Niederrhein) – Voerde (Niederrhein) – Dinslaken – Oberhausen-Holten – Oberhausen-Sterkrade – Oberhausen Hbf – Duisburg Hbf – Düsseldorf Flughafen – Düsseldorf Hbf Stand: Fahrplanwechsel Dezember 2021                                                                                      | 60 min                                           | VIAS             |
| RB 39       | Düssel-Erft-Bahn: (Düsseldorf Hbf – Düsseldorf-Bilk –)* Neuss Hbf – Holzheim (b. Neuss) – Kapellen-Wevelinghoven – Grevenbroich – Gustorf – Frimmersdorf – Bedburg (Erft) * nur wochentags sowie am Wochenende in Tagesrandlage Stand: Fahrplanwechsel Dezember 2021 | 60 min 30 min (Neuss–Grevenbroich wochentags)    | Vias Rail        |

### S-Bahn
| Linie | Fahrtverlauf | Takt | Betreiber |
| ----- | --- | --- | --------- |
| S 1   | Solingen Hbf – SG-Vogelpark – Hilden Süd – Hilden – D-Eller – D-Eller Mitte – D-Oberbilk – D-Volksgarten – Düsseldorf Hbf – D-Wehrhahn – D-Zoo – D-Derendorf – D-Unterrath – D-Flughafen – Angermund – DU-Rahm – DU-Großenbaum – DU-Buchholz – DU-Schlenk – Duisburg Hbf – MH-Styrum – Mülheim (Ruhr) Hbf – E-Frohnhausen – Essen West – Essen Hbf – E-Steele – E-Steele Ost – E-Eiberg – Wattenscheid-Höntrop – BO-Ehrenfeld – Bochum Hbf – BO-Langendreer West – BO-Langendreer – DO-Kley – DO-Oespel – DO-Universität – DO-Dorstfeld Süd – DO-Dorstfeld – Dortmund Hbf Stand: Fahrplanwechsel Dezember 2023                                                              | 30 min 20 min (Solingen–Duisburg wochentags) 15 min (Essen–Dortmund wochentags)                                                                 | DB Regio  |
| S 6   | Essen Hbf – Essen Süd – E-Stadtwald – E-Hügel – E-Werden – Kettwig – Kettwig Stausee – Hösel – Ratingen Ost – D-Rath – D-Rath Mitte – D-Derendorf – D-Zoo – D-Wehrhahn – Düsseldorf Hbf – D-Volksgarten – D-Oberbilk – D-Eller Süd – D-Reisholz – D-Benrath – D-Garath – D-Hellerhof – Langenfeld-Berghausen – Langenfeld (Rheinland) – Lev.-Rheindorf – Lev.-Küppersteg – Leverkusen Mitte – Lev.-Chempark – K-Stammheim – K-Mülheim – K-Buchforst – K-Messe/Deutz – Köln Hbf – K-Hansaring – K-Nippes (– K-Geldernstr./Parkgürtel – K-Longerich – K-Volkhovener Weg – K-Chorweiler – K-Chorweiler Nord – K-Blumenberg – K-Worringen) Stand: Fahrplanwechsel Dezember 2023 | 20 min (werktags) 30 min (sonn-/feiertags, Essen–Düsseldorf auch samstags) Nippes–Worringen nur werktags 5–20 Uhr und sonn-/feiertags 11–21 Uhr | DB Regio  |
| S 8   | Hagen Hbf – HA-Wehringhausen – HA-Heubing – HA-Westerbauer – Gevelsberg-Knapp – Gevelsberg Hbf – Gevelsberg-Kipp – Gevelsberg West – Schwelm – Schwelm West – W-Langerfeld – W-Oberbarmen – W-Barmen – W-Unterbarmen – Wuppertal Hbf – W-Steinbeck – W-Zoologischer Garten – W-Sonnborn – W-Vohwinkel – Haan-Gruiten – Hochdahl-Millrath – Hochdahl – Erkrath – D-Gerresheim – D-Flingern – Düsseldorf Hbf – D-Friedrichstadt – D-Bilk – D-Völklinger Straße – D-Hamm – NE Rheinpark-Center – NE Am Kaiser – Neuss Hbf – Büttgen – Kleinenbroich – Korschenbroich – MG-Lürrip – Mönchengladbach Hbf Stand: Fahrplanwechsel Dezember 2023                                    | 30 min 60 min (Hagen–Oberbarmen) 20 min (Oberbarmen–M’gladbach wochentags)                                                                      | DB Regio  |
| S 11  | D-Flughafen Terminal – D-Unterrath – D-Derendorf – D-Zoo – D-Wehrhahn – Düsseldorf Hbf – D-Friedrichstadt – D-Bilk – D-Völklinger Straße – D-Hamm – NE Rheinparkcenter – NE Am Kaiser – Neuss Hbf – Neuss Süd – Norf – NE-Allerheiligen – Nievenheim – Dormagen – Dormagen-Chempark – Köln-Worringen – K-Blumenberg – K-Chorweiler Nord – K-Chorweiler – K-Volkhovener Weg – K-Longerich – K-Geldernstraße/Parkgürtel – K-Nippes – K-Hansaring – Köln Hbf – K-Messe/Deutz – K-Buchforst – K-Mülheim – K-Holweide – K-Dellbrück – Duckterath – Bergisch Gladbach Stand: Fahrplanwechsel Dezember 2023                                                                        | 20 min | DB Regio  |
| S 28  | Kaarster See – Kaarster Bahnhof – Kaarst Mitte/Holzbüttgen – IKEA Kaarst – Neuss Hbf – NE Am Kaiser – NE Rheinpark-Center – D-Hamm – D-Völklinger Straße – D-Bilk – D-Friedrichstadt – Düsseldorf Hbf – D-Flingern – D-Gerresheim – Erkrath Nord – Neanderthal – Mettmann Zentrum – Mettmann Stadtwald – Hahnenfurth-Düssel – W-Vohwinkel – W-Zoologischer Garten – W-Steinbeck – Wuppertal Hbf Stand: Fahrplanwechsel Dezember 2023 | 20 min (wochentags) 20/40 min (Mettmann–Wuppertal wochentags) 30 min (Wochenenden/Feiertage)                                                    | Regiobahn |

### Öffentlicher Personennahverkehr
Der Düsseldorfer Hauptbahnhof ist über die Straßenbahn- und Bushaltestellen auf dem westlichen Bahnhofsvorplatz (Konrad-Adenauer-Platz), sowie den unter ihm liegenden U-Bahnhof an das Düsseldorfer Nahverkehrsnetz angeschlossen. Eine Schnellbus-Linie wird von der BVR und alle anderen Linien von der Rheinbahn betrieben.
| Linie | Fahrtverlauf | Takt                                      |
| ----- | --- | ----------------------------------------- |
| U 70  | Krefeld, Rheinstraße – Krefeld Hbf – Dießem – Königshof – KR-Fischeln, Grundend – Meerb.-Osterath, Hoterheide – Bovert – Haus Meer – Büderich, Landsknecht – D-Lörick – Prinzenallee – Belsenplatz – Tonhalle/Ehrenhof – U Heinrich-Heine-Allee – U Steinstraße/Königsallee – U Oststraße – U Düsseldorf Hbf ← U D-Handelszentrum/Moskauer Straße Hochflurbetrieb der Rheinbahn; ehemalige K-Bahn; ergänzender Schnellverkehr zur Linie U 76 während der HVZ; es werden nicht alle Haltestellen der Linie U 76 bedient. | 20 min                                    |
| U 75  | Neuss Hbf – Blücherstraße – NE Am Kaiser – D-Heerdt, Vogesenstraße – Handweiser – Aldekerkstraße – Heesenstraße – Nikolaus-Knopp-Platz – Dominikus-Krankenhaus – Drusustraße – Belsenplatz – Barbarossaplatz – Luegplatz – Tonhalle/Ehrenhof – U Heinrich-Heine-Allee – U Steinstraße/Königsallee – U Oststraße – U Düsseldorf Hbf – U Handelszentrum/Moskauer Straße – U Kettwiger Straße – Ronsdorfer Straße – Lierenfeld, Betriebshof – Schlesische Straße – Jägerstraße – D-Eller Mitte – Alt Eller – D-Eller, Vennhauser Allee Hochflurbetrieb der Rheinbahn; Linie gehört zum Düsseldorfer Nachtnetz; Abweichender Takt: Mo–Fr 21–0 Uhr, Sa 7–9, So 8–20 Uhr alle 15 min; So 5–9 Uhr alle 30 min | 10 min                                    |
| U 76  | Krefeld, Rheinstraße1 – Krefeld Hbf – Dießem – Königshof – Fischeln – KR-Fischeln, Grundend – Osterath, Görgesheide2 – Hoterheide – Kamperweg – Bovert – Haus Meer – Forsthaus – Büderich, Landsknecht – Düsseldorf-Lörick3 – Löricker Straße – Lohweg – Prinzenallee – Heerdter Sandberg – Comenius-Gymnasium – Belsenplatz – Barbarossaplatz – Luegplatz – Tonhalle/Ehrenhof – U Heinrich-Heine-Allee – U Steinstraße/Königsallee – U Oststraße – U Düsseldorf Hbf – U Oberbilker Markt/Warschauer Straße – U Ellerstraße – U D-Oberbilk – Kaiserslautener Straße – Provinzialplatz – Werstener Dorfstraße – Opladener Straße – Ickerswarder Straße – Elbruchstraße – D-Holthausen4 Hochflurbetrieb der Rheinbahn; ehemalige K-Bahn; Abschnitt 3–4 dieser Linie gehört zum Düsseldorfer Nachtnetz; in den Schulferien gilt ein besonderer Fahrplan. Abweichender Takt: Abschnitt 3–4: Mo–Sa 21–0 Uhr und So alle 15 Minuten; Abschnitt 1–3: Mo–Sa 21–0 Uhr und So alle 30 Minuten | 20 min (1-3) 10 min (3-4)                 |
| U 77  | D-Lörick, Am Seestern – Prinzenallee – Heerdter Sandberg – Comenius-Gymnasium – Belsenplatz – Barbarossaplatz – Luegplatz – Tonhalle/Ehrenhof – U Heinrich-Heine-Allee – U Steinstraße/Königsallee – U Oststraße – U Düsseldorf Hbf – U Handelszentrum/Moskauer Straße – U Kettwiger Straße – Ronsdorfer Straße – Lierenfeld, Betriebshof Hochflurbetrieb der Rheinbahn; verkehrt nur Mo–Fr 5–21 Uhr und Sa 8–21 Uhr | 10 min                                    |
| U 78  | Merkur Spiel-Arena/Messe Nord ( ← Sportpark Nord/Europaplatz ) – Mörikestraße – Freiligrathplatz – Messe Ost/Stockumer Kirchstraße – Nordpark/Aquazoo – Reeser Platz – Theodor-Heuss-Brücke – Golzheimer Platz – Kennedydamm – U Victoriaplatz/Klever Straße – U Nordstraße – U Heinrich-Heine-Allee – U Steinstraße/Königsallee – U Oststraße – U Düsseldorf Hbf Hochflurbetrieb der Rheinbahn; Linie gehört nicht zum Düsseldorfer Nachtnetz Abweichender Takt: Mo–Fr 19–20 Uhr, Sa–So 8–20 Uhr alle 15 min, täglich 20–22 Uhr alle 30 min; Bedienung der Haltestelle Sportpark Nord/Europaplatz Mo–Sa 8–20 Uhr und So 9–20 Uhr im 30-Minuten-Takt aber nicht an Messetagen und bei Veranstaltungen in der Arena; Linie verkehrt an Messetagen auch Sa und So ab 7:30 Uhr im 10-Minuten-Takt. | 10 min                                    |
| U 79  | ( U DU-Meiderich Bf 1 – U Auf dem Damm – ) U Duissern2 – U Duisburg Hbf – U König-Heinrich-Platz – U Steinsche Gasse – Platanenhof – Musfeldstraße – Kremerstraße – Karl-Jarres-Straße – Grunewald – Grunewald Betriebshof – Kulturstraße – Im Schlenk – Waldfriedhof – Münchener Straße – Sittardsberg – Mühlenkamp – St. Anna Krankenhaus – Angerbogen (nie in Betrieb genommen) – DU-Kesselsberg3 – D-Froschenteich – Wittlaer4 – Am Mühlenacker – Kalkumer Schlossallee – Klemensplatz – Kittelbachstraße – Alte Landstraße – Lohausen – Freiligrathplatz – Messe Ost/Stockumer Kirchstraße – Nordpark/Aquazoo – Reeser Platz – Theodor-Heuss-Brücke – Golzheimer Platz – Kennedydamm – U Victoriaplatz/Klever Straße – U Nordstraße – U Heinrich-Heine-Allee – U Steinstraße/Königsallee – U Oststraße – U Düsseldorf Hbf 5 (– U Oberbilker Markt/Warschauer Straße – U Ellerstraße – U D-Oberbilk – Kaiserslauterner Straße – Provinzialplatz – Werstener Dorfstraße – Südpark – D-Universität Ost/Botanischer Garten6 ) Hochflurbetrieb der Rheinbahn und DVG; ehemalige D-Bahn; Abschnitt 4–5 gehört zum ; in den Schulferien gilt ein besonderer Fahrplan. 15-Minuten-Takt auch im Abschnitt 2–6 Sa 5–19 Uhr und im Abschnitt 4–5 Mo–Fr 21–0 Uhr (ab 29.08.2018, davor 20–0 Uhr), Sa 20–0 Uhr und So 5–0 Uhr 30-Minuten-Takt im Abschnitt 2–6 Mo–Fr 19–22 Uhr und Sa 7–20 Uhr und im Abschnitt 1–2 Sa 9–18 Uhr und So 12–19 Uhr | 15 min (1–3) 10/20 min (3–4) 10 min (4–6) |

| Linie | Fahrtverlauf / Takt / Anmerkungen |
| ----- | --- |
| 704   | Derendorf, Merziger Straße1 – Rather Straße/Hochschule HSD – St. Vinzenz-Krankenhaus – Pempelfort, Stockkampstraße – Pempelforter Straße – Stadtmitte, Worringer Platz – Hauptbahnhof – Friedrichstadt, Helmholtzstraße – Morsestraße – Bilk, Karolingerplatz – Uni-Kliniken 2 – Universität Nord/Christophstraße Betrieb im Standardtakt der Düsseldorfer Straßenbahnen; weitere Haltestellen nur im Abschnitt 1–2, aber alle Umsteigehaltestellen sind aufgeführt. |
| 707   | D-Unterrath 1 – Unterrath, Eckenerstraße – Großmarkt – Johannstraße – Derendorf, Spichernplatz – Pempelfort, Dreieck2 ← Venloer Straße – Marienhospital – Pempelfort, Schloss Jägerhof – Stadtmitte, Jacobistraße3 (Pempelforter Straße , 200 m) – Stadtmitte, Charlottenstraße/Oststraße – Hauptbahnhof – Friedrichstadt, Helmholtzstraße – Morsestraße – Bilker Allee/Friedrichstraße (D-Bilk , 200–300 m) – Unterbilk, Bilker Kirche – Franziusstraße – Speditionstraße – Medienhafen, Kesselstraße4 Betrieb im Standardtakt der Düsseldorfer Straßenbahnen; weitere Haltestellen nur in den Abschnitten 1–2 und 3–4, aber alle Umsteigehaltestellen sind aufgeführt. |
| 708   | Mörsenbroich, Heinrichstraße – Düsseltal, Hansaplatz – Grunerstraße – Brehmplatz – Düsseltal, Schillerplatz – Uhlandstraße – Flingern-Nord, Birkenstraße – Stadtmitte, Worringer Platz – Hauptbahnhof – Stresemannplatz – Stadtmitte, Berliner Allee – Graf-Adolf-Platz – Poststraße – Landtag/Kniebrücke – Unterbilk, Polizeipräsidium Mo–Sa 6–21 Uhr alle 20 min, Mo–Sa 21–0 Uhr und So alle 30 min; keine weiteren Haltestellen |
| 709   | Gerresheim, Krankenhaus 1 – Auf der Hardt/LVR-Klinikum – Staufenplatz 2 – Schlüterstraße/Arbeitsagentur – Flingern – Flingern-Nord, Birkenstraße – Stadtmitte, Worringer Platz – Düsseldorf Hbf – Stadtmitte, Berliner Allee3 – Graf-Adolf-Platz – Landtag/Kniebrücke – Unterbilk, Stadttor – Unterbilk, Bilker Kirche – D-Völklinger Straße 4 – Südfriedhof5 – Düsseldorf, Josef-Kardinal-Frings-Brücke – Neuss, Rheinpark-Center Süd – Neuss Stadthalle/Museum6 – Neuss, Markt – Neuss Hbf – Neuss, Theodor-Heuss-Platz7 Betrieb im Standardtakt der Düsseldorfer Straßenbahnen mit folgenden Abweichungen: während der HVZ im Abschnitt 2–5 alle 5 min; Sa 10–20 Uhr im Abschnitt 1–6 alle 10 min und Abschnitt 6–7 kein Betrieb; Mo–So ab 21 Uhr Abschnitt 6–7 alle 30 min; weitere Haltestellen in allen Abschnitten, aber alle Umsteigehaltestellen sind aufgeführt. |

| Linie | Fahrtverlauf / Takt / Anmerkungen |
| ----- | --- |
| SB 55 | Düsseldorf Hbf – Stadtmitte, Oststraße – Jacobistraße (Pempelforter Straße , 200 m) – Pempelfort, Münsterstraße/Feuerwache – Derendorf – Mörsenbroich, Heinrichstraße 1 – Ratingen-Lintorf, Tiefenbroicher Straße2 – Lintorf, Rathaus – Rehhecke – Lintorf, Siemensstraße HVZ ca. alle 20 min (mit Linie 752), Mo–Fr auch abends und Sa nur tagsüber alle 60 min; Abschnitt 1–2 über die B 1/A 52; Weitere Haltestellen nur in Lintorf; während der HVZ verkehrt die Linie 752 über dieselbe Strecke; Abschnitt zum Motor Hotel wird seit 2012 nicht mehr bedient. |
| SB 85 | Düsseldorf Hbf – Graf-Adolf-Platz – Gewerbegebiet Zülpicher Str. – Düsseldorf, Handweiser – Neuss, Römerstr. – Viersener Str. – Neusserfurth Während der HVZ alle 30 min; Mo–Sa tagsüber alle 60 min; keine weiteren Haltestellen |

| Linie | Fahrtverlauf / Takt / Anmerkungen |
| ----- | --- |
| 721   | Flughafen Terminal A/B/C 1 – Carl-Sonnenschein-Straße (Falkenweg , 150 m) – Birkhahnweg → Stockum, Am Hain – Nordfriedhof – Pempelfort, Münsterstraße/Feuerwache – Pempelfort, Adlerstraße2 – Pempelforter Straße – Stadtmitte, Worringer Platz – Düsseldorf Hbf – Oberbilk, Flügelstraße – Ellerstraße – Lierenfeld, Schlesische Straße 3 – Eller, Otto-Pankok-Straße – Vennhausen, In den Kötten – Tannenhof, Gothaer Weg4 Verkehrt immer alle 20 min; Mo–Sa 6–19 Uhr im Abschnitt 2–3 zusammen mit der Linie 722 alle 10 min; weitere Haltestellen auf dem gesamten Linienweg; aber alle Umsteigehaltestellen sind aufgeführt. Die Linien 721 und 722 haben am 13. Juni 2010 ihren Linienwege im Gebiet Lierenfeld/Vennhausen/Eller getauscht. |
| 722   | Stadthalle1 – Messe Congress Center2 – Messe, Osteingang – Messe Ost/Stockumer Kirchstr. – Stockum, Am Hain ← Birkhahnweg – Nordfriedhof – Victoriaplatz/Klever Straße – Pempelfort, Venloer Str. – Marienhospital – Schloss Jägerhof – Pempelfort, Adlerstraße – Pempelforter Straße – Stadtmitte, Worringer Platz – Düsseldorf Hbf – Oberbilk, Flügelstraße – Ellerstraße – Lierenfeld, Schlesische Straße 3 – Lierenfeld, Posener Straße – Vennhausen, Gubener Straße – In den Kötten – Vennhausen, Siedlung Freiheit – D-Eller – Eller, Vennhauser Allee 4 Abschnitt 1–2 nur bei Veranstaltungen; Abschnitt 2–3: Mo–Sa 6–19 Uhr alle 20 min; Abschnitt 3–4: Mo–Sa ganztägig und So 9–13 alle 20 min, So 6–8 Uhr alle 30 min, So 13–19 Uhr alle 15 min; weitere Haltestellen auf dem gesamten Linienweg; alle Umsteigehaltestellen sind aber aufgeführt. |
| 732   | Hafen, Lausward1 – Bremer Straße2 – D-Hamm – Medienhafen, Kesselstraße – Franziusstraße3 – Unterbilk, Stadttor – Polizeipräsidium – Kirchplatz 4 – Friedrichstadt, Corneliusstraße – Helmholtzstraße – Düsseldorf Hbf 5 – Worringer Platz – Handelszentrum/Moskauer Straße – Oberbilker Markt/Warschauer Straße – Ellerstraße 6 – Eller, Herborner Weg – Eller Süd – Alt Eller 7 – Eller, Vennhauser Allee 8 Im Abschnitt 4–8 Verkehr im Standardtakt der Düsseldorfer Straßenbahnen; im Abschnitt 1–4 meistens weniger Fahrten, die an verschiedenen Endhaltestellen (1, 2 oder 3) beginnen bzw. enden; weitere Haltestellen nur in den Abschnitten 2–5 und 6–8. |
| 737   | Düsseldorf Hbf 1 – Oststraße – Wehrhahn-Center – Pempelforter Straße – D-Wehrhahn – Uhlandstraße – Lindemannstraße 2 – Flingern, Daimlerstraße (Rosmarinstraße) – Gerresheim, Torbruchstraße – Schönaustraße – Morper Straße – D-Gerresheim 3 – Knuppertsbrück – Unterbach, Friedhof – Am Zault – Erkrath-Unterfeldhaus, Neuenhausplatz 4 Mo–Fr 5–19 Uhr alle 20 min; Mo–Fr 20–21 Uhr, Sa 6–20 Uhr, So 9–20 Uhr alle 30 min; Abschnitt 1–3 Mo–Fr 21–23 Uhr, Sa–So 20–23 alle 60 min; Abschnitt 3–4 Mo–Fr 21–23 Uhr, Sa–So 20–23 alle 30 min, Sa–So 0–1 Uhr, So 8–9 Uhr alle 60 min; weitere Haltestellen nur im Abschnitt 2–4 |
| 738   | Düsseldorf Hbf 1 – Worringer Platz – Elisabethkirche (Wehrhahn )2 – Kettwiger Straße – Höherweg – Flingern, Rosmarinstraße (Daimlerstraße) – Gerresheim, Torbruchstraße – Dreherstraße3 – Gerresheim, Rathaus – Gerresheim, Krankenhaus 4 – Ludenberg, Rotthäuser Weg – Hubbelrath5 – Mettmann, Stübbenhaus – Mettmann-Zentrum – Mettmann, Jubiläumsplatz7 Abschnitt 1–3: Mo–Fr 5–21, Sa 8–21 Uhr alle 10 min, übrige Zeit alle 15 min; Abschnitt 3–5: Mo–Fr 5–21 Uhr, Sa 9–21 Uhr alle 20 min, übrige Zeit alle 30 min; Abschnitt 5–7: Mo–Fr 5–9 Uhr und 16–20 alle 20 min; übrige Zeit alle 60 min; weitere Haltestellen nur im Abschnitt 2–7 |
| 752   | Mülheim Hbf – MH-Stadtmitte – Schloß Broich – MH-Saarn, Friedrich-Freye-Straße;– MH-Selbeck, Stooter Straße – Ratingen-Breitscheid, Krummenweg – Lintorf, Friedhof – Am Kämpchen – Rehhecke – Lintorf, Rathaus – Tiefenbroicher Straße – ( Ratingen-Tiefenbroich, Annastraße – Ratingen, Kaiserswerther Straße – Ratingen-West, Dieselstraße – Eckampstraße – Düsseldorf, Neu-Lichtenbroich – ) Mörsenbroich, Heinrichstraße – D-Derendorf – Pempelfort, Münsterstraße/Feuerwache – Stadtmitte, Jacobistraße (Pempelforter Straße , 200 m) – Oststraße – Düsseldorf Hbf |
| 754   | Ratingen-Lintorf, Siemensstraße – Rehhecke – Lintorf, Rathaus – Tiefenbroicher Straße – Ratingen-Tiefenbroich, Annastraße – Kaiserswerther Straße – Ratingen-West, Dieselstraße – Eckampstraße – Düsseldorf, Neu-Lichtenbroich – Mörsenbroich, Heinrichstraße – D-Derendorf – Pempelfort, Münsterstraße/Feuerwache – Stadtmitte, Jacobistraße (Pempelforter Straße , 200 m) – Oststraße – Düsseldorf Hbf |
| 834   | Oberkassel Belsenplatz – Theodor-Heuss-Brücke – Nordfriedhof – Golzheim – Mörsenbroich Heinrichstraße – Clara-Viebig-Straße – Flingern-Nord – Elisabethkirche (Wehrhahn ) – Worringer Platz – Düsseldorf Hbf |

| Linie | Fahrtverlauf / Takt / Anmerkungen |
| ----- | --- |
| NE 1  | Düsseldorf Hbf → Oststraße → Jacobistraße → Schloss Jägerhof → Pempelfort → Spichernplatz → Unterrath → Neu-Lichtenbroich → Unterrath → Spichernplatz → Pempelfort → Schloss Jägerhof → Jacobistraße → Oststraße → Düsseldorf Hbf |
| NE 2  | Düsseldorf Hbf → Elisabethkirche (Wehrhahn ) → Uhlandstraße → Grafenberg → Mörsenbroicher Weg → Rather Broich → Rath Mitte → Unterrath → Unterrath Friedhof → Unterrath → Rath Mitte → Rather Broich → Mörsenbroicher Weg → Grafenberg → Uhlandstraße → Elisabethkirche (Wehrhahn ) → Düsseldorf Hbf |
| NE 3  | Düsseldorf Hbf → Oststraße → Steinstraße/Königsallee → Heinrich-Heine-Allee → Jacobistraße → Wehrhahn → Düsseltal → Mörsenbroich Heinrichstraße → Rath Mitte → Rath, Wittener Straße → Reichswaldallee → Oberrath → Wilhelm-Raabe-Weg → Mörsenbroich Heinrichstraße → Düsseltal → Wehrhahn → Jacobistraße → Charlottenstraße/Oststraße → Düsseldorf Hbf |
| NE 4  | Düsseldorf Hbf → Charlottenstraße/Oststraße → Heinrich-Heine-Allee → Jacobistraße → Pempelforter Straße → Wehrhahn → Uhlandstraße → Grafenberg → Gerresheim Rathaus → Gerresheim Morper Straße → Gerresheim Torfbruchstraße → Lierenfeld → Worringer Platz → Düsseldorf Hbf |
| NE 5  | Düsseldorf Hbf → Worringer Platz → Lierenfeld → Gerresheim Torfbruchstraße → Gerresheim Rathaus → Grafenberg → Uhlandstraße → Wehrhahn → Pempelforter Straße → Jacobistraße → Heinrich-Heine-Allee → Jacobistraße → Charlottenstraße/Oststraße → Düsseldorf Hbf |
| NE 6  | Düsseldorf Hbf → Worringer Platz → Handelszentrum/Moskauer Straße → Ellerstraße → Oberbilk → Wersten Ost → Eller Süd → Eller, Vennhauser Allee → Eller → Vennhausen → ohne Halt über A 46 → Uni-Kliniken → Berliner Allee → Düsseldorf Hbf |
| NE 7  | Düsseldorf Hbf → Oststraße → Steinstraße → Benrather Straße → Graf-Adolf-Platz → Kirchplatz → Bilk → Merowingerplatz → Uni-Kliniken → Südpark → Universität → Himmelgeist → Itter → Holthausen → Reisholz – Reisholz → Hassels → Urdenbacher Allee → Urdenbach, Südallee → Benrath → Urdenbacher Allee → Schloss Benrath → Holthausen → Universität → Südpark → Uni-Kliniken → Merowingerplatz → Bilk → Kirchplatz → Graf-Adolf-Platz → Benrather Straße → Heinrich-Heine-Allee → Jacobistraße → Charlottenstraße/Oststraße → Düsseldorf Hbf |
| NE 8  | Düsseldorf Hbf → Kirchplatz → Polizeipräsidium → Hafen Ost → Franziusstraße → Bilker Kirche → Völklinger Straße → Flehe → Volmerswerth → Unterbilk → Franziusstraße → Hafen Ost → Polizeipräsidium → Kirchplatz → Düsseldorf Hbf |
| 805   | Heerdt, Handweiser – Nikolaus-Knopp-Platz – Viersener Straße – Lohweg – Belsenplatz – Heinrich-Heine-Allee – Düsseldorf Hbf – Handelszentrum – Lierenfelder Straße Nachtverkehr von So/Mo bis Do/Fr; ab Heinrich-Heine-Allee 1:14, 1:44, 3:24, 3:44 Uhr nach Heerdt und 0:46, 1:46 und 3:11 Uhr nach Lierenfeld |
| 807   | Düsseldorf Hbf – Derendorf – Großmarkt – Unterrath, Eckenerstraße Nachtverkehr von So/Mo bis Do/Fr; ab Hauptbahnhof 0:38 und 4:01 Uhr; verkehrt weiter als Linie 810 und nicht in die Gegenrichtung. |
| 812   | Düsseldorf Hbf – Düsseldorf Wehrhahn – Düsseltal – Mörsenbroich Heinrichstraße – Rath Mitte – Rath, Wittener Straße – Reichswaldallee – Hubertushain Nachtverkehr von So/Mo bis Do/Fr; ab Hauptbahnhof 0:38 und 1:38 Uhr; ab Hubertushain 4:24 Uhr |
| 817   | Heinrich-Heine-Allee – Düsseldorf Hbf – Oberbilk – Wersten – Holthausen – Benrath – Benrath Betriebshof Nachtverkehr von So/Mo bis Do/Fr; ab Heinrich-Heine-Allee 0:53, 1:53 und ab Betriebshof Benrath 0:07, 1:07 und 2:57 Uhr |

## Zentraler Omnibusbahnhof Düsseldorf

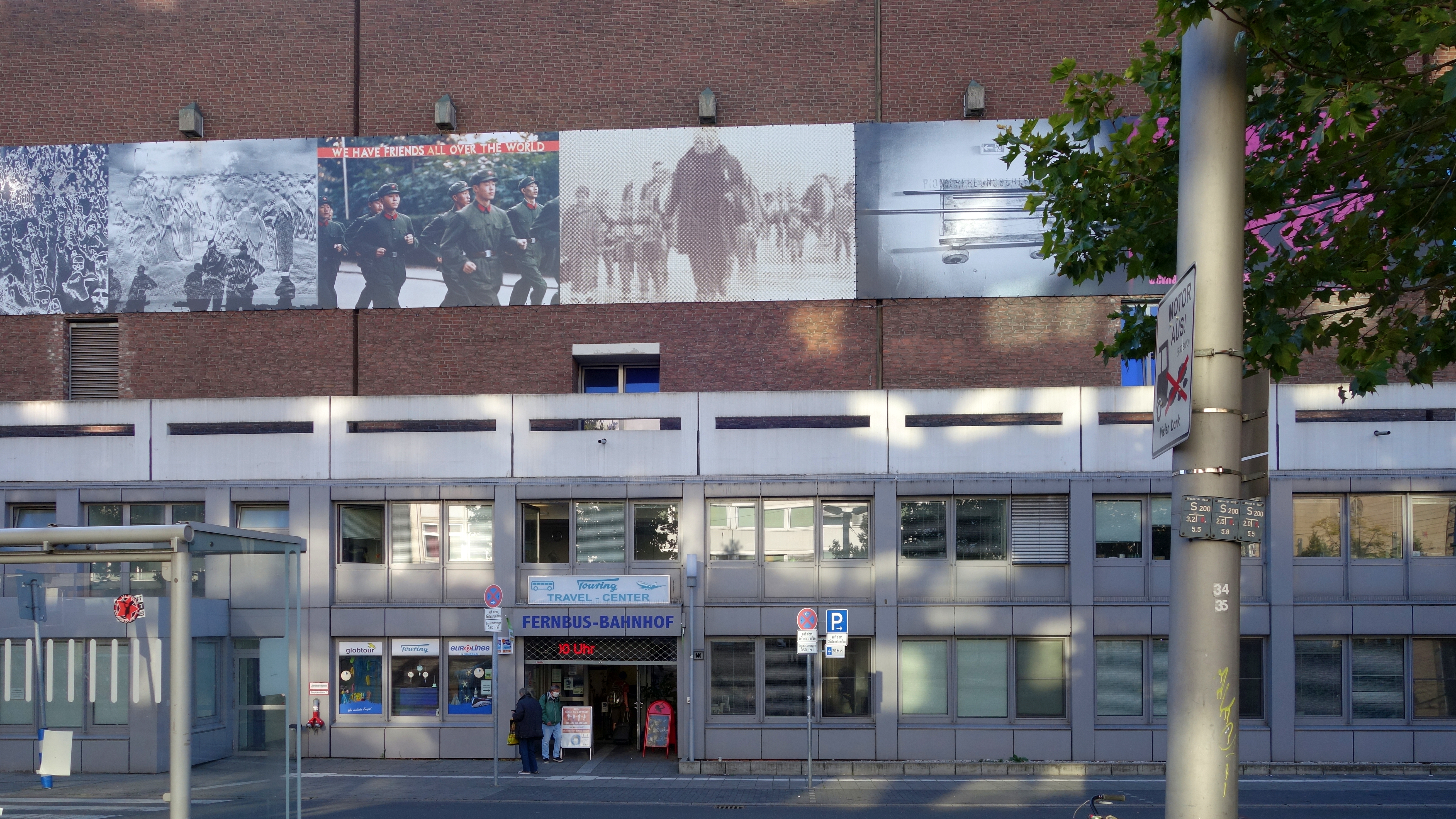
Fernbus-Bahnhof

Nördlich des westlichen Bahnhofsvorplatz befindet sich in der Worringer Straße der ZOB Düsseldorf Hauptbahnhof. Er ist der Ausgangspunkt für die Fernbuslinien.